# Tschlin
Tschlin (en allemand Schleins, en français Celin) est une localité et une ancienne commune suisse du canton des Grisons, située dans la région d'Engiadina Bassa/Val Müstair. 
Ramosch a fusionné le 1er janvier 2013 avec Tschlin pour former la nouvelle commune de Valsot. À Tschlin, on parle majoritairement le romanche vallader commun à la partie inférieure de vallée de l'Inn (« En » en romanche) de Martina à Zernez en incluant le romanche jauer de Val Müstair. Il y a quelques particularités dans la morphosyntaxe de la grammaire vallader tschlinoise. Tschlin, et depuis 2012 Valsot, forment depuis des siècles un territoire frontalier à l'est et au sud avec l'Autriche et l'Italie. Elles comportent au nord dans le massif de Samnaun une enclave douanière à Acla da Fans dans le Val Sampuoir.

## Géographie
La nouvelle commune Valsot, fusion des territoires communaux de Tschlin et Ramosch depuis le 31 décembre 2012, a également intégré les anciennes annexes de Tschlin :
- annexe de Martina et le hameau Vinadi ;
- annexe de Strada et les hameaux de Chaflur et Sclamischot ;
- la sortie du vallon alpin Val Sampuoir qui fait transition avec Samnaun.

| Samnaun, Ischgl (Autriche) | Spiss                  | Nauders, Pfunds (Autriche) |
| Vnà                        | Valsot                 | Nauders (Autriche)         |
| Scuol-Sent                 | Curon Venosta (Italie) | Curon Venosta (Italie)     |

| Muttler 3 294 m (Massif de Samnaun) ; Piz Tschütta 3 254 m (Massif de Samnaun) | Piz Malmurainza 3 038 m (Massif de Samnaun)                | Piz Mundin 3 146 m (Massif de Samnaun)                          |
| Piz Arina 2 828 m (Massif de Silvretta)                                        | Tschlin                                                    | Mutzkopf 1 987 m (Chaîne de Sesvenna)(Autriche)                 |
| Piz S-chalembert 3 031 m (Chaîne de Sesvenna)                                  | Innerer Nockenkopf 2 772 m (Chaîne de Sesvenna) (Autriche) | Piz Lad 2 808 m (Chaîne de Sesvenna) (Suisse, Autriche, Italie) |

### Localité au profil transfrontalier

#### Frontières communes avec l'Autriche et l'Italie

Vue aérienne par (1954).

Le développement touristique et l’amélioration des moyens de transport publics font que Tschlin ressent certainement davantage aujourd’hui qu’il y a un siècle l’évolution positive de son statut : d’abord un village à l’écart à l’extrême est de la Suisse vivant presque exclusivement de l’activité agro-sylvo-pastorale, Tschlin peut profiter actuellement des projets mettant en avant la collaboration transfrontalière entre trois différents états, à commencer par les lignes de train (Chemins de fer rhétiques) ou les lignes de bus (CarPostal). Pour surmonter son implantation à flanc de montagne, il faut certes prendre un bus-navette pour se rendre à Strada dans la vallée, mais ensuite les correspondances nombreuses des horaires de bus publics permettent de faire un tour complet pauses comprises du massif du Piz Lad, du Watles et du Piz Sesvenna avec un seul titre de transport en passant par l'Autriche à Nauders, l’Italie à Graun et Mals ainsi que le Val Müstair, le Parc national suisse et Zernez.
Outre le fait qu’avec une voiture, on est en huit minutes au poste frontière entre l'Autriche et la Suisse à Martina, localité de Tschlin-Valsot, l’autre élément qui rappelle tous les jours le statut frontalier de Tschlin est visible depuis les fenêtres et les terrasses des maisons du village : sur le côté ubac, on aperçoit sans jumelle le lieu où se situe la borne du Dreiländerpunkt Italie-Autriche-Suisse à 2 180 m d'altitude accessible à pied ou en VTT depuis Tschlin-Strada, Nauders (Autriche, Tyrol) ou Resia (Italie, Val Venosta).

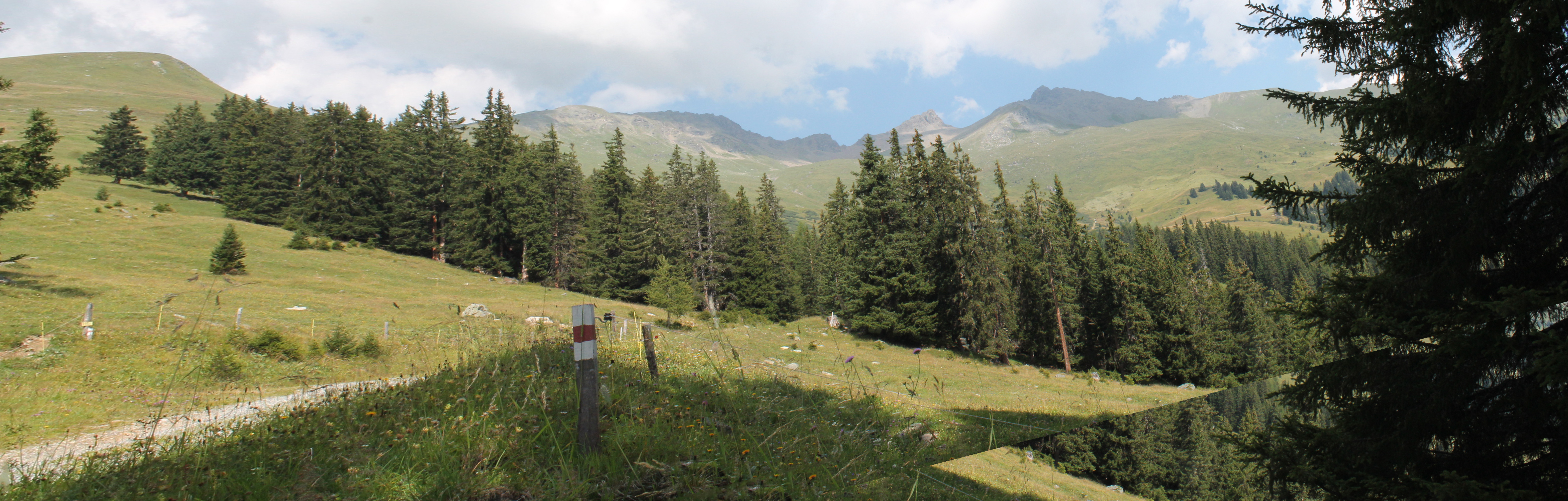
Alpages et montée vers le Fuorcla Salèt au-dessus de Tschlin.

#### Samnaun et Val Sampuoir
La route suisse qui relie la Basse-Engadine à Samnaun n’a été construite qu’en 1907. Il s’agit d’une prouesse technique puisqu’elle se fraie un chemin dans les falaises de la vallée de l’Inn très escarpée et resserrée à cet endroit. Il n’y a parfois de la place que pour un véhicule, y compris pour traverser les tunnels creusés dans la roche. Pendant longtemps, Samnaun, plus austro-bavaroise que romanche, n’était accessible que depuis l’Autriche. N’étant pas incorporée au territoire des douanes suisses depuis le XIXe siècle, elle a gardé jusqu’à aujourd’hui son statut de « zone duty free » attirant les touristes internationaux et les Suisses cherchant à acheter moins cher. 
Le village de Tschlin avait un sentier de contrebandiers qui passait par la Fuorcla Salèt pour rejoindre Samnaun situé juste de l’autre côté. Mais, contrairement au Val Sampuoir, Samnaun se trouve en dehors du territoire communal de Tschlin.

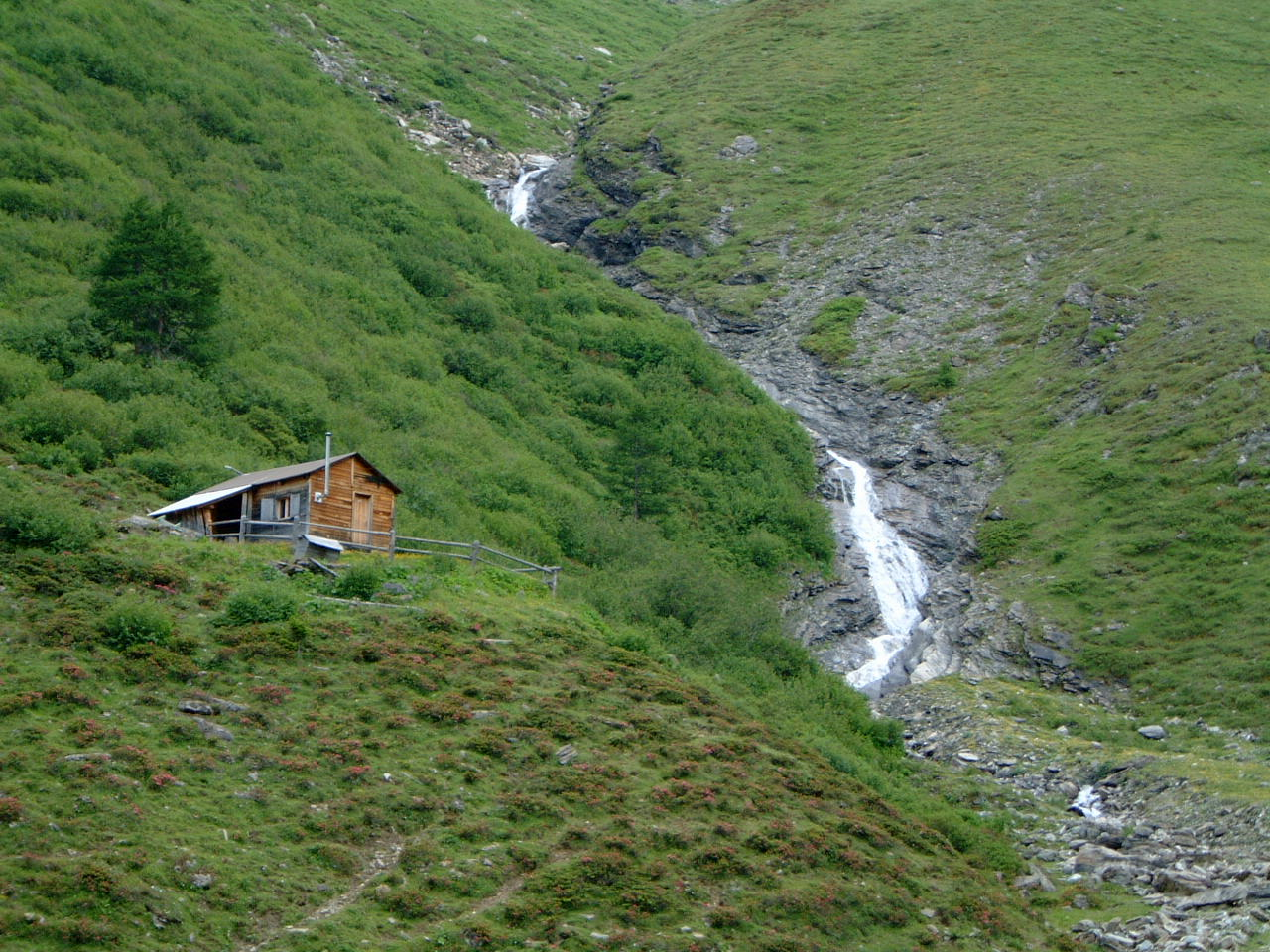
Las Eras dans le Val da Plans Fuorcla, Montée vers Tschlin par Fuorcla d'Alp.

Le Val Sampuoir est une vallée perpendiculaire à la vallée principale de Samnaun qui fait 8 km de longueur et 19 m2 de superficie. Elle est ceinturée de hauts sommets comme le Muttler (3 293 m), le Piz Malmurainza (3 038 m), le Piz Motnair (2 732 m) et le Piz Mundin (3 146 m).
Le point le plus bas est l'endroit où le ruisseau Sampuoir se jette dans le Schergenbach (autrichien Schalklbach). Bien qu'une ligne de crête élevée sépare le Val Sampuoir du chef-lieu communal, il a appartenu jusqu'en 2012 à Tschlin, puis il a intégré la nouvelle commune de Valsot.
Avant la construction d'une route entièrement sur le sol suisse en 1912, prouesse technologique à flanc de falaise ou dans la roche, les Tschlinois et Sampuoiriens communiquaient par les alpages et les petits sentiers muletiers des cols nommés fuorcla :
- Fuorcla Salèt (2 826 m) ;
- Fuorcla d'Alp (2 809 m).

Il faut entre quatre et six heures de marche pour atteindre Acla da Fans, davantage avec des troupeaux ou des voitures chargées. Le sentier muletier passant le col de Salèt fut la seule voie de communication et de transport de marchandises pour Samnaun jusque 1830, date à laquelle un sentier carrossable fut aménagé par le Tyrol. Par conséquent, la vallée de Samnaun a entretenu plus de relations avec la culture autrichienne qu'avec l'Engadine romanche. Il existe un autre Val Sampuoir sur le territoire de la commune d'Ardez, non loin de Tschlin ou Scuol.
À l'origine, ce vallon isolé ne servait qu'à l'estive pour les agriculteurs-éleveurs de Tschlin : les bergers conduisaient les troupeaux (bovins, ovins) sur les pâturages de l'autre côté du Fuorcla Salèt. Avec la baisse progressive de la population tschlinoise et du nombre de têtes de bétail, les Tschlinois n'eurent plus autant besoin de ces alpages et les sous-louèrent aux habitants de Samnaun. Aujourd'hui, l'exploitation Hof S-chadatsch implantée à Strada, membre du Bun Tschlin, réutilise les alpages sampuoiriens pour ses vaches mères de races locales (engadine brune et Grise rhétique) selon les critères bio-dynamiques. Une route vicinale partant de la route de Samnaun permet d'éviter le passage du col de Salèt.
Une autre raison de franchir les crêtes fut la mine de fer et de cuivre Ruina cotschna (Vallader pour Grille rouge) située à 2 500 m d'altitude. Elle fut en activité pendant des siècles, puis fermée pour manque de rentabilité en 1919.
Acla da Fans ou en allemand Pfandshof possède une station essence et un centre commercial duty free depuis 1984 comme les autres annexes de Samnaun qui forment toutes une enclave douanière. La partie tschlinoise dépasse Acla da Fans puisqu'elle trouve sa limite au Fernertobel (Val Alpetta).
Les achats en zone duty free dans une enclave douanière suisse ne signifient pas que les contrôles douaniers sont supprimés. Au contraire, les agents des douanes contrôlent particulièrement les importations de produits issus du monde animal, y compris le fromage et la viande selon la législation suisse. De ce fait, la circulation transfrontalière libre à Martina est plutôt virtuelle : quand on entre à nouveau sur le territoire suisse, on est quasi systématiquement contrôlé, apostrophé au poste frontière.

#### Un village frontalier mais culturellement différent
Malgré son enracinement dans une région frontalière, Tschlin se distingue des deux autres vallées voisines et similaires sur le plan géographique et climatique (vallée de l’Inn au Tyrol, la Val Venosta) sur deux points :
- les Tschlinois ne sont pas de langue allemande ; ils parlent vallader ;
- à Tschlin comme dans les autres villages de la Basse-Engadine, à commencer par Sent, par suite de la forte industrialisation de la Suisse septentrionale, l’exode des jeunes a été plus poussé[6], voire systématique par rapport aux Tyroliens du sud où la population est restée agricole et au Tyrol où 90 % des exploitants exercent un second métier[6]. Les terres délaissés sont louées ou confiées à des villageois plus âgés qui en font des prairies[6]. En empruntant la Via Engiadina (sentier de randonnée d’altitude panoramique), on passe en effet à côté d’anciennes cabanes d’estive à l’abandon.

### Un village d'altitude recherchant le soleil

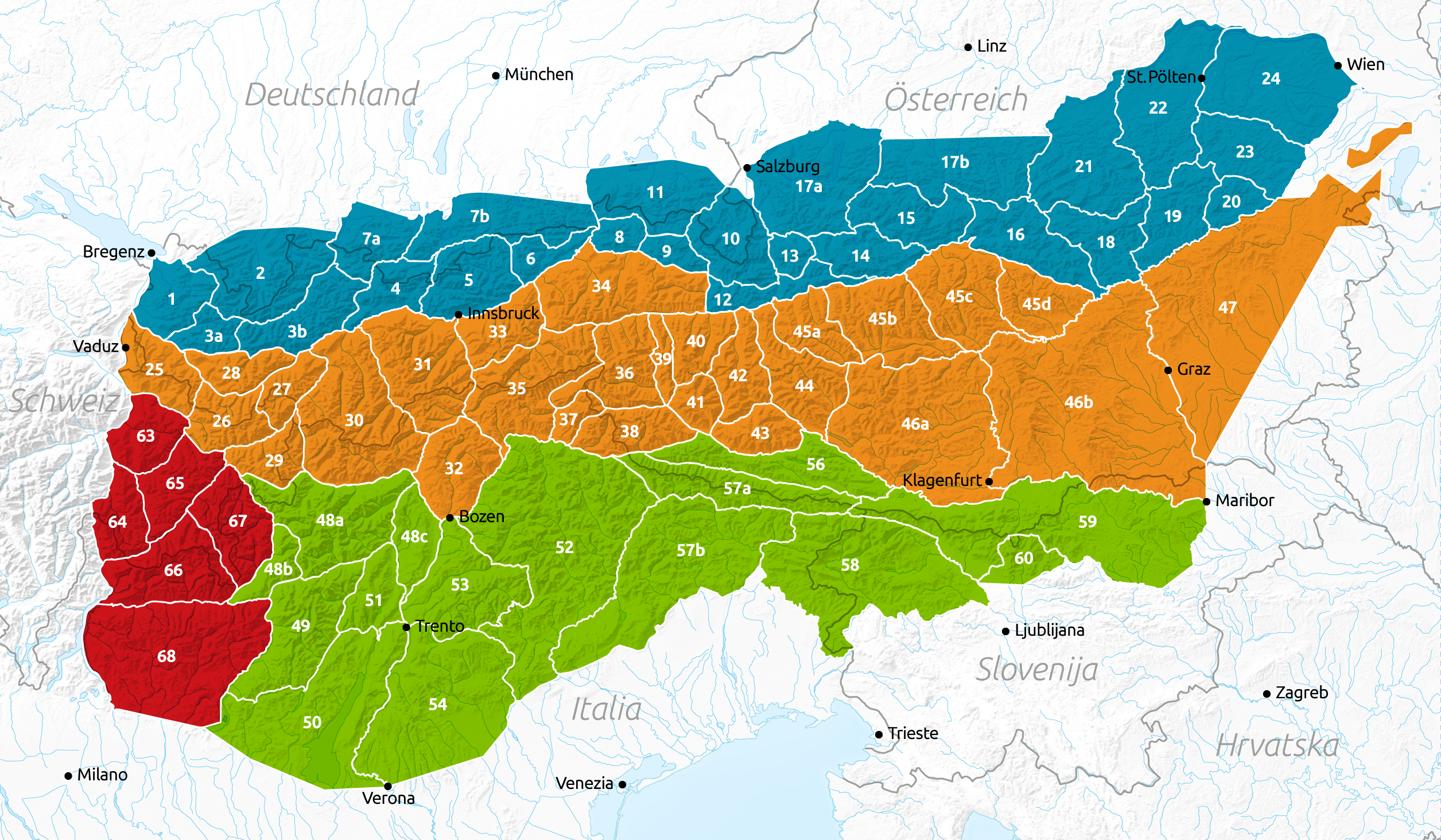
Alpes orientales. Massif de Samnaun no 27 et chaîne de Sesvenna no 29.

Tschlin se situe dans la partie occidentale des Alpes orientales centrales correspondant au cours inférieur de la haute vallée de l'Inn en Basse-Engadine. Le village est sur le versant sud du Massif de Samnaun et la partie boisée de l'ubac en face appartient à la chaîne de Sesvenna. Quelques hameaux forment des annexes de Tschlin en fond de vallée : San Niclà, Strada, Vinadi, Martina ou Seraplana. Tschlin fait partie des localités engadinoises qui ont choisi l'altitude sur le flanc de la montagne comme Vnà, Sent, Ftan, Ardez, Guarda et dans une moindre mesure Ramosch. Valsot est une commune à la frontière entre l'Autriche et la Suisse à Martina.
Le schéma classique de l'adret et de l'ubac n'y est pas tout à fait respecté car la vallée est orientée sud-ouest nord-est. Marcelle Vessereau qui s'est penchée sur le phénomène de l'ubac et de l'adret dans les Alpes l'expliquent en ces termes : « C'est le soleil qui dans la montagne est vraiment le dispensateur de vie. C'est lui qui fixe sur les adrets tièdes des altitudes inhabitables ailleurs, l'homme chassé par le froid des ubacs sombres. Son influence augmente avec l'altitude, sans leurs adrets lumineux les hautes vallées n'auraient pas attiré et seraient impuissantes à retenir la population. Le dépeuplement des villages de l'ubac souvent constaté serait la loi générale. » En raison de l'orientation particulière de la vallée de l'Inn, le versant exposé au sud doit en effet prendre l'avantage. Les deux versants reçoivent l'insolation aussi longtemps que la hauteur du soleil est plus grande que la pente du versant le plus tourné au nord. Ce qui se passe à Tschlin, se produit dans d'autres vallées françaises, autrichiennes ou italiennes : dès que la hauteur du soleil est plus petite, le côté orienté au nord est à l'ombre. Il se peut qu'il projette son ombre sur le versant de l'adret. Du coup, les habitations et villages doivent monter très haut sur l'adret pour obtenir le maximum d'insolation de toutes les directions possibles. Plus grande est la différence entre la hauteur du soleil et la pente du versant ubac, plus l'ombre portée monte haut. Or, à Tschlin, la vallée est encaissée. La route en lacets qui relie la vallée au village en témoigne. En hiver, la forte pente de l'ubac reste plus longtemps dans l'ombre. Vu de Tschlin, on observe qu'en face il n'y a absolument aucun village sur la pente abrupte. La forêt dense monte jusqu'à atteindre l'étage rocheux déboisé. Le versant orienté au nord-ouest n'est donc jamais complètement privé de soleil puisque les Tschlinois voient chaque soir le coucher de soleil sur le Piz Lad ; mais il n'est pas non plus complètement ensoleillé.
On remarque donc que l'observation empirique des lieux a permis aux Tschlinois de se rendre compte de quel côté et à quel endroit l'ensoleillement est le plus long. Le versant orienté vers le nord-ouest, donc du Piz Lad, correspond à l'ubac très boisé jusqu'à la limite arbustive bien qu'il reçoive tout l'après-midi le soleil de l'ouest en été. Les montagnes de ce versant sont les derniers à être illuminées par le soleil en fin de soirée. Les terrasses, les bancs devant les anciennes maisons et les baies vitrées des nouvelles habitations sont judicieusement orientés plein ouest afin de profiter du soleil couchant. Le village reçoit donc de face un ensoleillement plutôt en matinée en raison de son orientation sud-est et profite d'un angle favorable à l'ouest sans montagne qui pourrait faire écran. La durée d'insolation avec l'intensité supplémentaire du rayonnement du soleil à l'ouest favorise l'implantation du village sur ce promontoire. Ce qui vaut pour le village s'applique également aux terrasses cultivées et aux prairies qui ont besoin d'un ensoleillement maximum à cette altitude. L'avantage de l'altitude est que les maisons surplombent le brouillard et les nuages bas chargés d'humidité.

### Géographie humaine

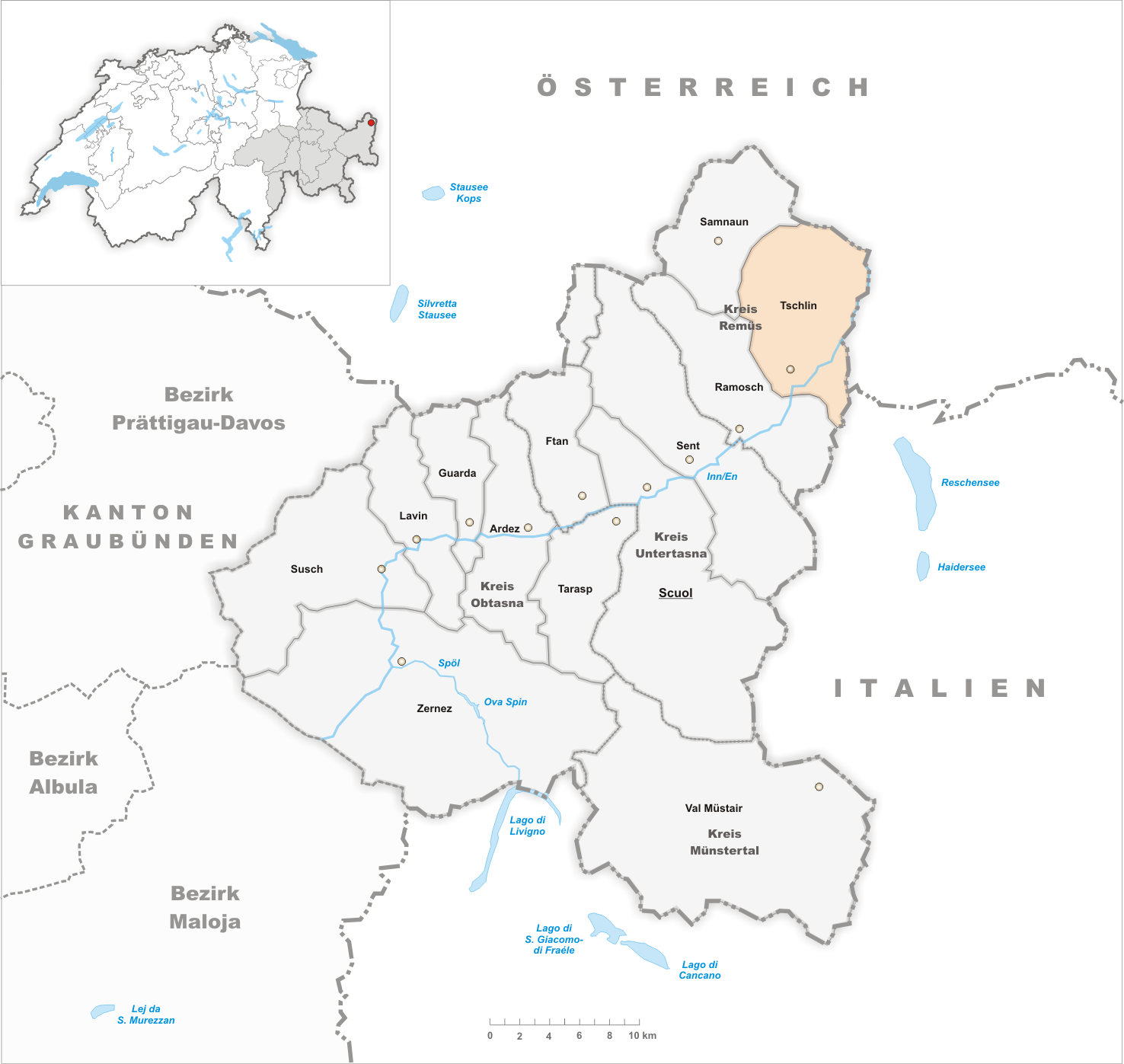
Commune Tschlin en 2009.

Tschlin représente un village, voire un hameau, caractéristique du paysage de terrasse d'altitude en milieu alpin. En 2010, 453 habitants habitaient sur 75 km2. La tradition orale veut qu'on distingue le « vih », village principal ou chef-lieu, et le « plan » qui sont les annexes (San Niclà, Strada, Tschaflur, Chasura, Sclamischot, Martina, Vinadi) dans la vallées construites sur des terrasses fluviales ou des cônes de déjection des ruisseaux perpendiculaires à la vallée de l'Inn. La vie de la population autochtone fut longtemps rythmée par l'exploitation laborieuse et pénible des champs cultivés, des prés de fauche, des pâturages et des plantations de pommes de terre, tous répartis sur des terrasses plus ou moins planes situées aux alentours des habitations. Le terrain est plutôt ondulé et le dénivelé devient conséquent dès qu'on arrive aux alpages utilisés l'été pour les troupeaux de vaches ou, depuis les activités de diversification du regroupement professionnel Bun Tschlin, des moutons et chèvres qu'il faut aller chercher à l'alpage de Pradguin. Il s'agit du seul éleveur d'ovins pour l'industrie laitière dans la Basse-Engadine.
Comme dans la plupart des pays alpins, mais aussi des massifs de moyenne montagne isolés, les habitants de Tschlin vivaient d'abord de leurs activités agropastorales. Néanmoins, depuis des siècles déjà, celle-ci ne suffisait pas à nourrir toute la famille. Le travail de la terre devint une activité secondaire pendant que le chef de famille allait chercher un emploi plus rémunérateur dans d'autres secteurs, voire dans d'autres régions ou d'autres pays. La plupart du temps, ils étaient ouvriers forestiers, artisans dans diverses branches ou manouvriers gyrovagues. Quelle que soit l'activité exercée, aucun Tschlinois ne pouvait s'en sortir sans assumer des tâches agricoles, même réduite. Il fallait un appoint pour assurer une vie décente, comme l'instituteur ou l'aubergiste ou l'artisan. À l'heure actuelle, il reste 10 % de la population active de la Basse-Engadine qui sont employés dans le secteur agricole et forestier. Comme autrefois, mais dans une moindre mesure, les Tschlinois se déplacent dans la vallée ou au-delà pour trouver un emploi.
Aujourd'hui, il reste 19 exploitations agricoles à Tschlin qui animent les journées d'été avec la fenaison. Les animaux sont sur les alpages. Les aller-retour des transporteurs polyvalents adaptés aux terrains en pente interrompent le silence du village où quelques touristes déambulent à travers les maisons traditionnelles. Il faut engranger le foin avant l'humidité d'altitude ou les orages de la soirée. Que ce soit sur les prés de fauche autour du village ou sur les alpages, les nouvelles technologies facilitent grandement la tâche des exploitants ou des particuliers qui possèderaient encore des terrains à faucher. L'utilisation des motofaucheuses dotées d'une barre de coupe frontale et de roues à picots ou à pointes permet la fenaison sur les terrains à forte, voire très forte déclivité. Ces engins remplacent râteaux, faux et draps de fenaison encore en vogue au début du XXe siècle.
La gestion des forêts joue un rôle majeur à ce jour pour éviter un reboisement naturel qui s'accentue ces dernières années. Jusqu'au milieu du XXe siècle, les principales ressources et les revenus de Tschlin provenaient de l'industrie du bois. Depuis, l'activité économique du village s'est reporté sur le tertiaire.

### Divers
Tschlin fait partie depuis 2018 de l'association Les Plus Beaux Villages de Suisse.

## Histoire

### Chronologie et états souverains successifs

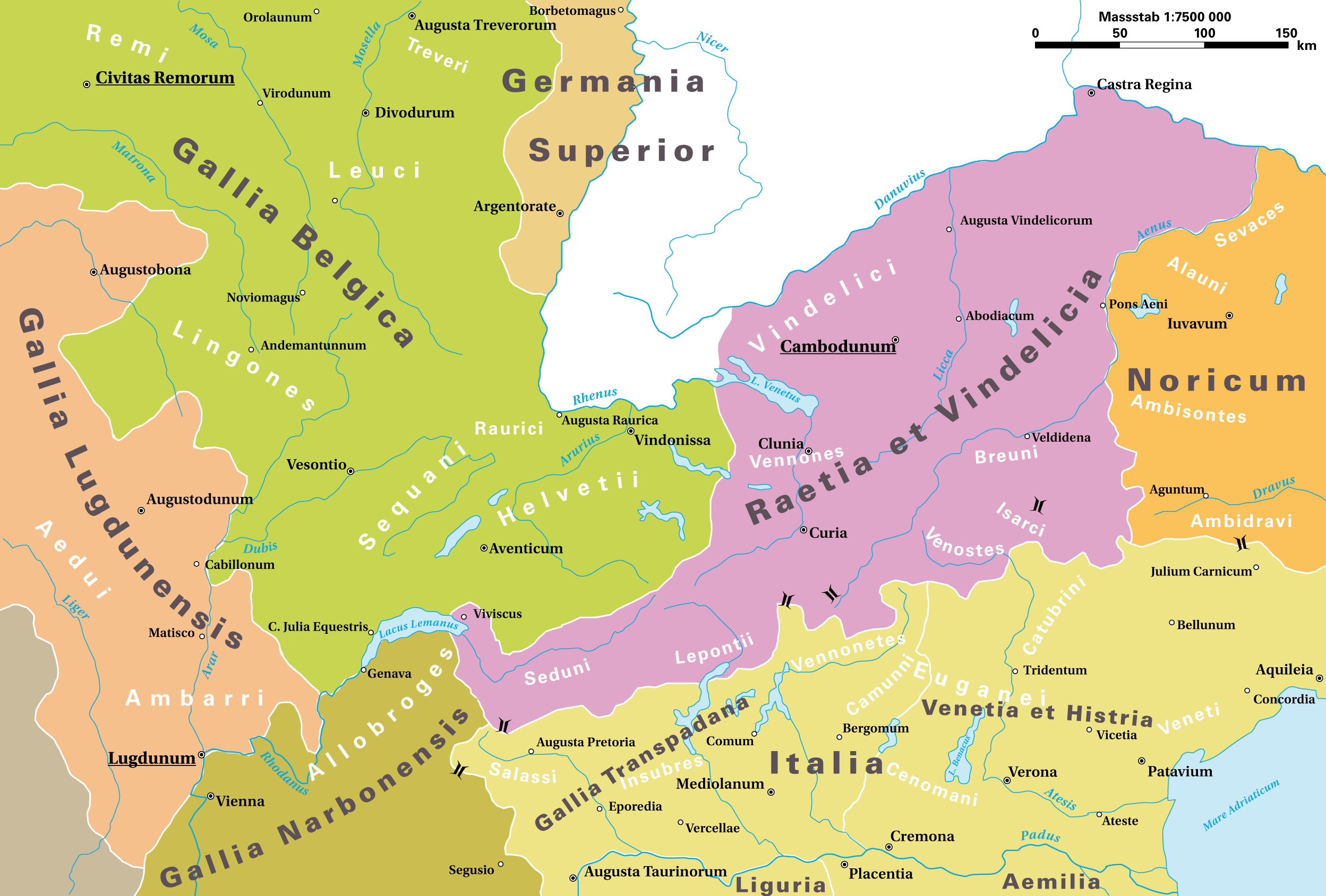
Provinces romaines dans les Alpes, 14 apr. J.-C.

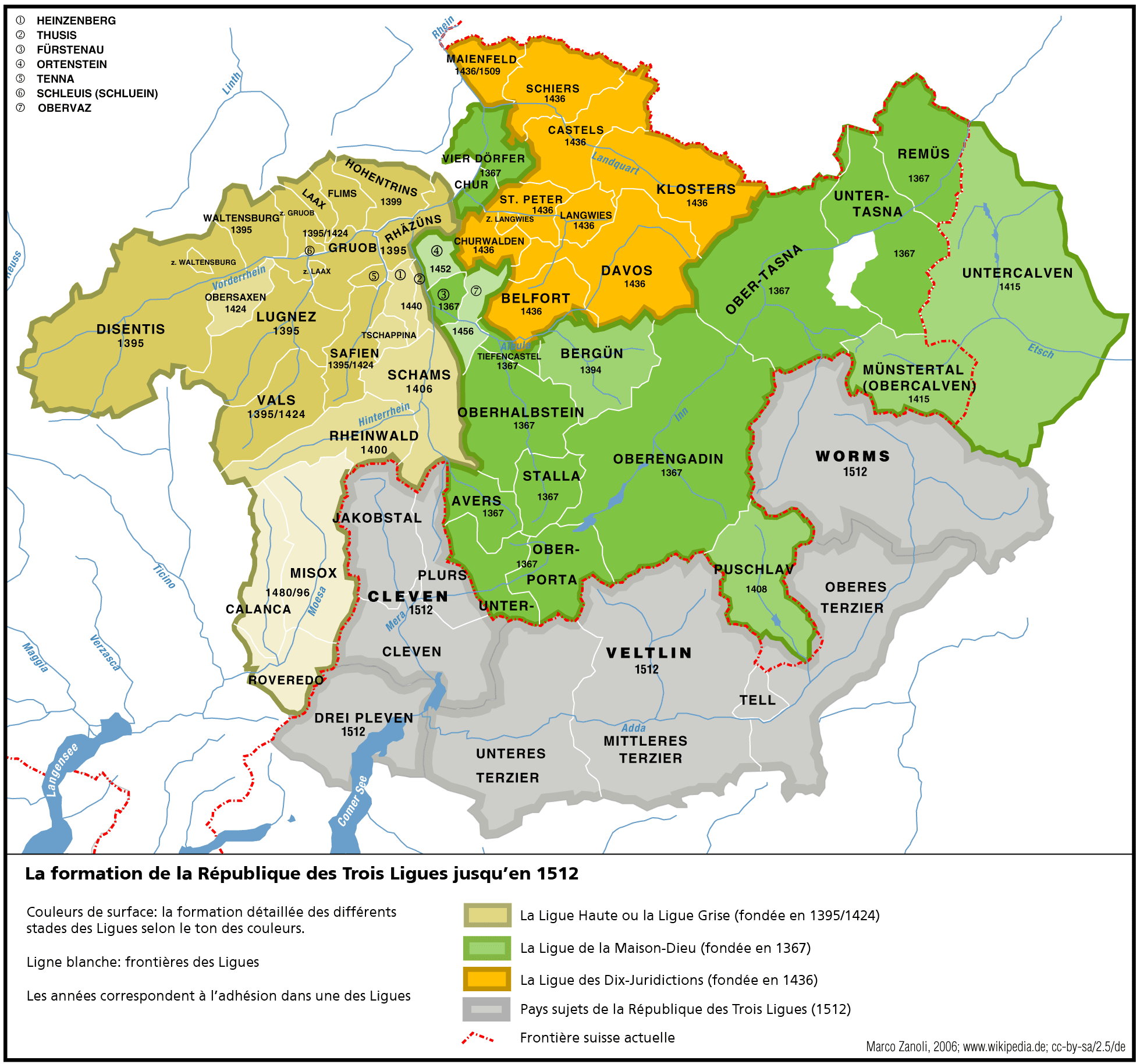
Tschlin dans la Juridiction de Remüs, Ligue de la Maison-Dieu.

Comté de Tyrol historique.

Blason de la Ligue de la Maison-Dieu.

Tschlin a fait partie des cultures, provinces ou états suivants au cours de son histoire :
- Âge du fer, période de la Tène, du Ve au IIIe siècle av. J.-C. : deux sites de la culture rhétique sont attestés sur Tchlin, le Plan Degnaidas à l’est du village et le Mot da Chaschlins au sud-ouest ;
- Période romaine : Tschlin appartient à la province de Rhétie (Raetia). La voie secondaire de liaison entre la voie romaine principale, Via Claudia Augusta, venant du Vinschgau et allant à Innsbruck par le col de Resia et Nauders et l’autre voie romaine alpine par le col du Julier passe par la vallée à San Niclà. Le sentier muletier de transition entre les deux routes quitte la Via Claudia Augusta à Nauders, descend à la Norbertshöhe, puis rejoint Martina (pons Martini), poursuit vers Chasura, Chaflur, pour passer le pont de San Niclà ;
- Moyen Âge jusqu’au XIIe siècle : on a la première trace écrite de Tschlin sous la forme « Ciline » (plus tard aussi Siline, Schlines) parallèlement à la forme germanique Schleins qui sera l’appellation usuelle du village jusqu’à une date récente. Tschlin fait partie de la Rhétie épiscopale de Coire ;
- Moyen Âge à partir du XIIe siècle : Tschlin et la Basse-Engadine passe dans le comté de Vinschgau, juridiction de Nauders. Le centre politique et la représentation de l’autorité seigneuriale locale se fait à partir du château de Nauders ;
- vers 1200, le lieu est mentionné sous le nom de « Silîs » dans les archives du monastère de St. Mang à Füssen[19] ;
- 1363 le comté de Tyrol qui comporte le Val Müstair et la Basse-Engadine passe comme titre héréditaire aux ducs d’Autriche ;
- 1367 La Basse-Engadine s’associe à la Ligue de la Maison-Dieu. Tschlin est dans la juridiction Remüs (Ramosch) frontalière avec l’Autriche au nord. Le Haut-Vinschgau aujourd'hui en Italie fait partie de cette Ligue ;
- 1498 Ligue de la Maison-Dieu devient « pays allié » de la Confédération ;
- 1524 Ligue de la Maison-Dieu dans la République des III Ligues, « pays allié » de la Confédération ;
- 1545 Passage de Tschlin à la Réforme. Le réformateur et écrivain initiateur de la langue écrite vallader, Ulrich Campell, est pasteur de la paroisse de Tschlin pendant les dix dernières années de sa vie ;
- 1799 République helvétique, canton de Rhétie ;
- 1803 Canton des Grisons.

### Incendies ravageurs
L'histoire de Tschlin est difficile à retracer sur la base des actes d'archives et pièces officielles car le village a brûlé à trois reprises. Seules les documents ultérieurs à 1856 sont disponibles. Le village a été ravagé par les flammes à trois reprises : en 1607 (192 maisons détruites), 1716 (160 maisons détruites) et 1856 (103 maisons détruites).
Pour des raisons non établies avec certitude, le clocher de l'église paroissiale réformée s'effondra en 1761. Un autre clocher fut érigé en 1768 sur des fondations plus profondes. Il résista d'ailleurs à l'incendie de 1856. Symboles du caractère transfrontalier séculier de Tschlin, les cloches ont été réalisées par le fondeur Bartholomè Grossmayer originaire de l'Ötztal dans le Tyrol voisin.

### Tschlin dans les conflits locaux ou européens
Plusieurs guerres ont apporté malheur et destruction dans la vallée de l'Inn en Basse-Engadine. Tschlin a été touché par la « guerre des poules » (Hennenkrieg, 1475), la guerre de Souabe (Schwabenkrieg ou Schweizerkrieg, 1499), les Troubles des Grisons et la guerre de Trente Ans (1618-1648) et la première guerre napoléonienne (1798-99, 1801-1802).
En revanche, la Suisse n'a pas subi de destructions massives dues aux combats ou aux bombardements des deux dernières guerres mondiales. Tschlin, malgré ses incendies ravageurs, comme d'autres villages engadinois, présentent des maisons anciennes de plusieurs siècles dont on lit souvent sur le pignon les années successives de rénovation. C'est un atout appréciable pour le tourisme et la préservation des bâtiments considérés comme monuments historiques. Dans le village proche de Sent, une maison engadinoise du XVIIe siècle sert de musée pour l'ensemble des villages d'altitude de la Basse-Engadine.

#### Les conflits médiévaux et la résistance aux seigneurs locaux
Comme ailleurs en Suisse et notamment dans les cantons primitifs du centre de la Suisse sur les rives du lac des Quatre-Cantons, les Engadinois se sont très tôt rebellés contre une tutelle quelconque qui s'interposerait entre l'empereur et les sujets des hautes vallées alpines soucieux de leur liberté d'action et attachés à leur indépendance pour tout ce qui touche à leur vie locale. Pour la Basse-Engadine qui était intégrée au duché de Souabe, au comté de Tyrol, puis au duché d'Autriche, les sujets de discorde et de rébellion n'ont pas manqué à l'exemple de la guerre des poules en 1475 qui opposaient l'Autriche et les Trois Ligues : les conflits sont déclenchés par le refus des Engadinois à payer un impôt en nature : selon la loi, ils doivent fournir une poule à leur seigneur à chaque période de carnaval, la « Fastnachtshuhn ». Mais comme ils s'y opposèrent, les interventions punitives ont dû rappeler aux sujets rebelles qui était le maître des lieux.
Dès la diète de Worms de 1495, l'empereur Maximilien Ier avait mis Saint-Gall au ban de l'empire et intenté des procès à diverses villes frondeuses. En 1498, il parvient à convaincre la ville de Constance à rejoindre la Ligue de Souabe (Schwäbischer Bund)) ; cela déclencha l'animosité des confédérés envers les Habsbourg. Comme les Trois Ligues s'étaient engagées pour un accord d'entente étroit avec les Confédérés, les conflits brutaux se sont produits dans les vallées rhétiques et grisonnes), envenimés par une rivalité très particulière entre les lansquenets allemands et les mercenaires suisses (« Reisläufer ») en concurrence dans les armées européennes comme les meilleurs soldats mercenaires). La guerre de Souabe s'étendit du Sundgau en Alsace, donc aujourd'hui en France, aux sources de l'Inn et de l'Adige, aujourd'hui en Suisse et Italie frontalières. Les Confédérés des VIII cantons l'emportèrent et l'empereur prononça leur mise au ban de l'empire. Les Tyroliens perdirent à la bataille de Calven le 22 mai 1499. Par le traité de Bâle du 22 septembre 1499, l'Autriche renonça à ses prétentions et l'empereur à intégrer les cantons suisses à la réforme institutionnelle de l'empire. Ce n'est pas encore le traité qui reconnaît officiellement l'indépendance des Confédérés suisses, mais c'est une étape décisive puisqu'elle encourage le processus d'adhésion d'autres villes et région à la confédération. Tschlin reste dans les Trois Ligues. Le refus de tout ingérence par un seigneur local ne s'est pas seulement tourné vers les Autrichiens, mais aussi contre les évêques de Coire qui ont été longtemps des souverains ecclésiastiques très possessionnés dans les pays grisons et au-delà. Les républiques des ligues grisonnes ont progressivement réduit le pouvoir temporel des évêques, mais la ville de Coire continuera de jouer un rôle central dans l'histoire des Grisons en ayant la présidence des Trois Ligues.

#### Troubles des Grisons et guerre de Trente Ans
Le village fut pillé en 1622 pendant les troubles des Grisons. En septembre 1622, il s'agissait de la seconde invasion de la Basse-Engadine par le colonel Alois Baldiron pour l'Autriche impériale. La première fois c'était en octobre 1621 en passant par le Val Müstair : ses troupes occupèrent l'Engadine, le Prättigau, Coire et Mayenfeld. Un an plus tard, Baldiron, devenu la figure de l'oppression autrichienne dans les esprits collectifs des Engadinois, passe par le Val Sampuoir avec une colonne de 10 000 hommes commandés par le comte Alwig von Sulz. Les premiers villages agressés furent sur leur route Tschlin et Ramosch.
Le 30 septembre 1622, les Autrichiens conduits par l'archiduc Léopold dictèrent leurs conditions dans le traité de Lindau, qui fut annulé et remplacé par le traité de Monçon.
Comme ailleurs en Europe centrale, y compris en Alsace et Lorraine pour les terres aujourd'hui françaises, les populations rurales souffrirent énormément de cette guerre atypique où l'effet cumulé de l'épidémie de peste et de la famine engendrée par les pillages et les méfaits des troupes de mercenaires décima la population autochtone ou les força à se nourrir de racines et d'herbes sauvages.
Toutefois, quatre ans après la fin de cette guerre européenne, les Bas-Engadinois réussirent étonnamment à acheter leur indépendance à l'exception de Tarasp qui resta autrichien.

#### Guerres napoléoniennes
En mars-avril 1799, Tschlin se retrouve en première ligne des conflits qui opposent les troupes du général de division napoléonien Lecourbe à celles du colonel autrichien Knesewiz. Il en va du contrôle du passage stratégique important autour de Martina, du défilé de Altfinstermünz et de l'Avers (Norbertshöhe). Les Tschlinois durent fournir le gîte et le repas pour une somme dérisoire. L'occupation française aggrava la situation déjà précaire de la population montagnarde.

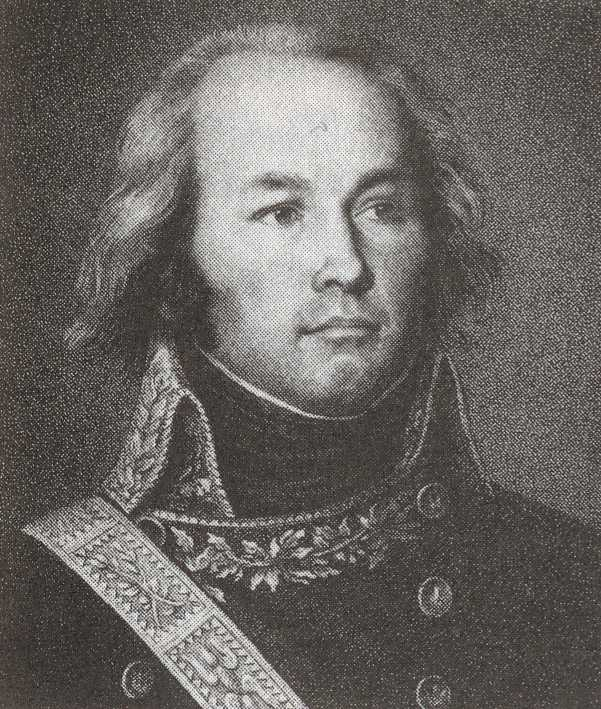
Général Lecourbe, chef des armées françaises dans la Basse-Engadine du 11-25 mars 1799

Général Dessolles venu en renfort pour battre les Autrichiens fin mars 1799.

À cette époque, la route militaire vers Innsbruck le long de l’Inn passait par Martina ou Martinsbruck, y empruntait le pont et montait en lacets vers Nauders au pied du Mutzkopf ; Nauders en face de Tschlin était un lieu de passage où se croisaient la route militaire provenant de l’Engadine et celle du Vintschgau et reliant ainsi les vallées de l’Inn et de l’Adige. De Nauders, les troupes redescendaient vers Finstermünz dont le pont permettait de repasser sur la rive gauche de l’Inn.
Les combats entre Français et Autrichiens en Engadine eurent lieu du 11 au 25 mars 1799. C’est pendant ces deux semaines que les troupes françaises réclament le logis et le couvert aux populations locales.
Comme le Tyrol était directement menacé, Bellegarde donna l’ordre au général Laudon de mettre tous les moyens en œuvre pour défendre les points de passage en provenance de l’Engadine, donc le défilé de Altfinstermünz et les cols frontaliers. Laudon réunit cinq bataillons et un escadron à Tubre (Taufes, Tuer) dans le Val Müstair et marcha sur Zernez le 11 mars. Les Grisons se rabattirent sur les cols de Scaletta et Fluela afin de protéger le flanc droit du pays. Les Autrichiens parvinrent à chasser les Français de Pont et à s’emparer d’une partie de l’Albula. Un bataillon protégeait le flanc gauche cisalpin en installant un poste de défense à Bormio et en occupant les villes thermales de Premaglio et Trepal. Mais les Français conduits par Lecourbe s’imposèrent sur les hauteurs de l’Albula et purent envoyer un détachement dans la vallée de Davos pour attaquer le flanc droit des Autrichiens à Scaletta afin de les forcer à se replier davantage. La stratégie fut payante puisque Laudon se retira à Scuol et Martina. Les Français suivirent le 13 mars jusqu’au pont de Zernez et le 14 mars jusque Ramosch. Ils firent de nombreux prisonniers pendant les différents combats. Dans cette progression à travers la Basse-Engadine, Lecourbe attendait le soutien d’une division supplémentaire qui devait arriver depuis la source de l’Inn et rejoindre celle de l’Adda. Mais elle avait huit jours de retard. Donc le général français ne pouvait pas assurer sa retraite en cas de problème. L’ennemi pouvait l’encercler en passant par le col de l'Umbrail depuis le Tyrol du Sud et Galtür depuis le Montefun. Privilégiant l’offensive à la défense, Lecourbe décida en conséquence de tenter non sans risque de prendre le contrôle du défilé abrupt de Finstermünz.
Les Autrichiens occupaient les hauteurs de Martina, Naudershöhe, devenues aujourd’hui un point de départ pour les randonneurs, avec trois bataillons et deux canons. Ils avaient fait venir tous les tirailleurs disponibles afin de protéger coûte que coûte ce point stratégique et sensible. Les forces armées stationnées au Tyrol furent enjointes de venir renforcer les effectifs au front de Martina, soit 12 bataillons d’Imst qui doivent rejoindre Landeck et six bataillons qui quittent Bolzano pour rejoindre Laasch. Pendant la colonne de Lacourbe s’étendait sur toute l’Engadine. Ce n’est qu’avec les troupes de tête bivouaquant et logeant dans les villages comme Tschlin, soit une demi-brigade, que le téméraire Lecourbe attaque les Autrichiens sur leurs positions au-dessus de Martina le 14 mars au soir. Il fut repoussé. Les Autrichiens l’empêchèrent de réattaquer le lendemain matin en prenant eux-mêmes l’offensive. Avec trois colonnes, le général Laudon fit une percée par le Scharljoch le 15 mars sous son propre commandement et envahit Scuol où se trouvait stationnée la brigade du général Mainoni qu’attendait Lecourbe ; elle ne viendra pas, et Mainoni est fait prisonnier et conduit dans la gorge de Finstermünz. La deuxième colonne se rendit à Zernez par le col de l'Ofen et la troisième lança l’assaut contre Ramosch en partant de Martinsbruck. Le commandant en chef des Français qui avait logé à Ramosch vit les troupes autrichiennes arriver de Scuol où il voulait lui-même prendre quartier. Il dit avoir été cherché un bataillon de la 38e prévu initialement pour les avant-postes et reprit Scuol en faisant 300 prisonniers. Lecourbe put finalement résister aux trois assauts simultanés et repoussa les Autrichiens sur leur ligne de défense initiale entre Martina et Nauders. Lacourbe raconte dans son rapport de campagne qu’il a tenté à nouveau un assaut le 17 mars contre Martinsbruck mais il fut encore une fois repoussé. Ses pertes furent importantes.
Lecourbe apprit que le marquis Jean-Joseph Dessolles se rendait le même jour à Bormio. Le 17 mars, sa division passa péniblement le col de l'Umbrail encore recouvert de neige et de glace, il atteignit Santa-Maria du Val Müstair le 18 mars. Il faudrait rechercher ce qui a motivé les Autrichiens à ne pas attaquer les Français pendant ces sept jours de répit où les troupes françaises étaient affamées et épuisées, les munitions manquaient. Lecourbe décida, en effet, de repousser l’assaut suivant sur et attendit le 25 mars pour attaquer l’ennemi avec les troupes de Dessolles. Les soldats français se répartissent dans toutes les localités proches de Martina pour se rétablir.
Le général de brigade Dessolles avait repéré une faille dans la tactique autrichienne ; ils n’avaient occupé que les hauteurs et avaient négligé les fonds de vallon et les arrières. Venant de Müstair, il perturba les Autrichiens de front avec des tirailleurs et parallèlement il fit entrer trois divisions dans le vallon du Rambach pour prendre l’ennemi à revers. Dessolles coupa la retraite des Autrichiens à Taufers et fit plus de 5 000 prisonniers et confisqua 16 canons. Le général Laudon put s’échapper de justesse avec quelques cavaliers en gravissant le Gebatschferner. Ce fait d’armes valut à Dessolles le grade de général de division.
De son côté, Lecourbe fit sa troisième tentative contre la ligne fortifiée des Autrichiens à Martinsbruck. Ce fut la bonne. Pour ce faire, il avait envoyé Loison avec un détachement gravir les pentes abruptes des montagnes en partant de Strada afin d’atteindre la route entre Graun et Nauders à hauteur de Glamaschat et de prendre l’ennemi par derrière. Pendant ce temps, un autre détachement gravit la Norbertshöhe et fit un assaut frontal fructueux. Jean-Joseph Dessolles et Claude Jacques Lecourbe firent leur jonction dans la haute vallée de l’Adige. Les Français purent s’installer à Finstermünz.
C’est ainsi que s’achève la phase engadinoise de la campagne napoléonienne dans le pays grisons. Les Français poursuivirent leur progression dans la vallée de l’Inn au Tyrol.

### Litiges territoriaux

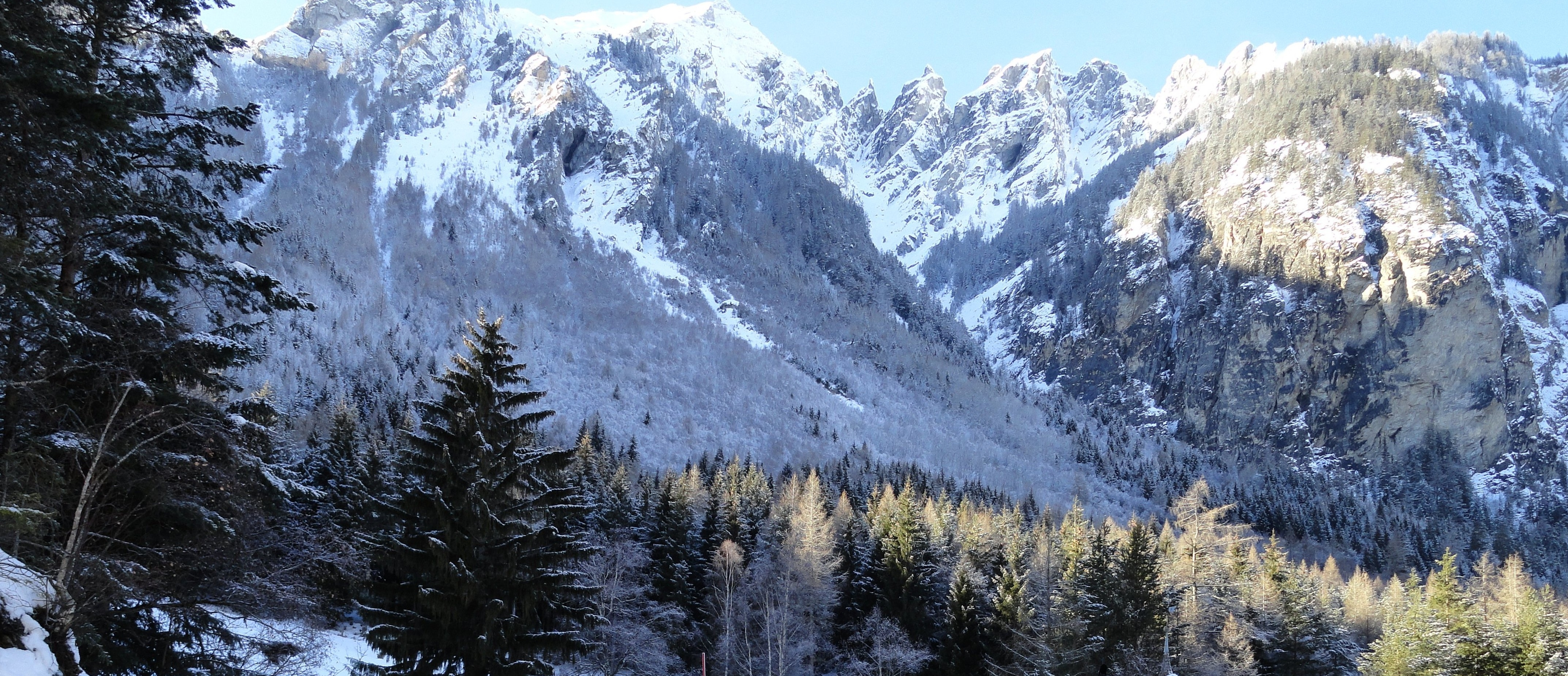
Novellaberg, versant sud du Piz Mundin devenu suisse en 1868.

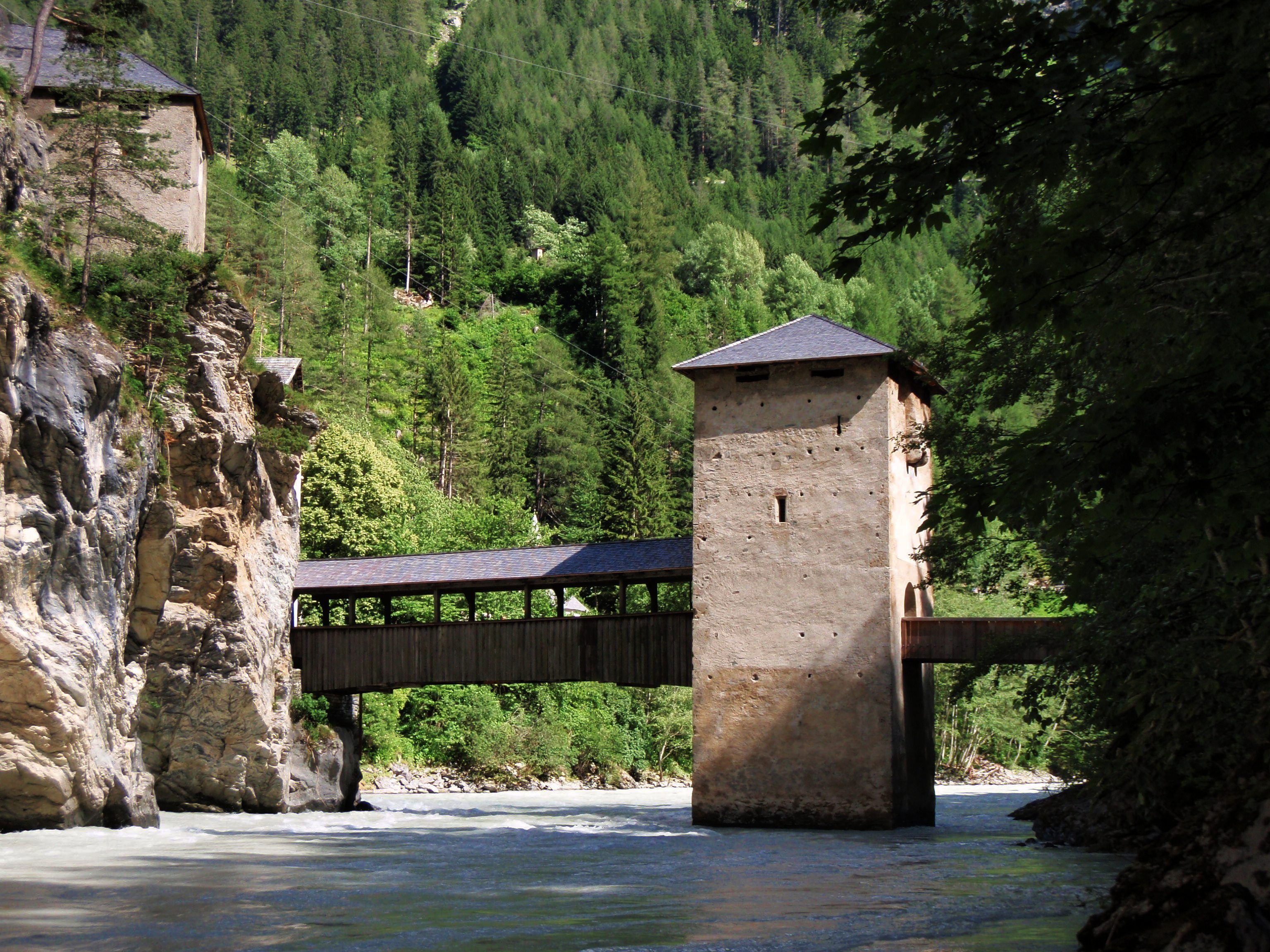
Altfinstermünz, pont fortifié frontière sur l'Inn

Le flanc nord du Piz Mundin et le versant droit du Val Sampuoir Sampuoir (Piz Mezdi, Val Saronna Gronda, Val Saronna Pitschna) furent revendiqués à partir du XVIe siècle par les Autrichiens et les Suisses.
Ces litiges territoriaux opposèrent longtemps Tschlin et Nauders, deux communes aujourd'hui frontalières entre l'Autriche et la Suisse. En revanche, avant l'indépendance des Trois Ligues, Tschlin appartenait à l'Autriche et Nauders était le chef-lieu de la juridiction locale. Les autorités autrichiennes affirmaient que la frontière autrichienne allait de la ferme Ovella jusqu'au Piz Mundin en passant par la vallée de Sarenna gronda, Cuvettas jusqu'à l'Acla da Fans. Cette frontière enlevait une partie non négligeable du territoire communal de Tschlin. Les pourparlers des années 1575, 1594, 1621, 1624 et 1766 n'aboutirent à aucun compromis entre les deux parties. Symbolisant la tension permanente entre les deux camps, l'acla d'Ovella (Mariensäss Ovella) pourtant concédée légalement à l'Autriche par les Tschlinois en 1555, ne fut occupée que très brièvement par ses métayers autrichiens, lassés du harcèlement et de l'animosité affichée des Tschlinois qui voulaient les pousser à partir d'eux-mêmes.
Le douanier autrichien résidait au XVIe siècle à Finstermünz (aujourd'hui Altfinstermünz) ou Vestmezia en romanche. Lui aussi n'était pas appréciée des Tschlinois car ils lui reprochaient d'agrandir ses terrains d'exploitation autour du Schalklhof (Pain dal Tschera en romanche) sur le territoire de Tschlin.
C'est la Suisse qui l'emportera seulement en 1868 avec la frontière au site historique du Finstermünz. Il se base sur les frontières dites naturelles qui longent l'Inn jusqu'à la confluence du Schergenbach. Bien que le Schalklhof tombât du côté suisse par ce nouveau tracé, comme il avait été la résidence du douanier autrichien pendant des siècles, il fut rattaché à l'Autriche. Ainsi, le Schergenbach est devenu la frontière nationale sur 6,3 km entre la Suisse et l'Autriche, entre Compatsch et Spiss. Les traces des litiges territoriaux et de l'isolement géographique se retrouvent également dans le statut de « village duty free » de Samnaun et de ses annexes, de l'autre côté du Fuorclaz Salèt par lequel passaient les contrebandiers pour se rendre à Tschlin.

## Bun Tschlin
Afin de répondre aux nouveaux défis auxquels est confrontée une commune d'altitude agricole et forestière comme Tschlin à l'extrême est de la Suisse, tels que l'exode rural, la baisse rapide du nombre d'actifs dans le secteur primaire et une population vieillissante, les habitants de Tschlin ont créé le « Bun Tschlin », un regroupement professionnel ou l'union des différents arts et métiers qui s'est fixé le but d'offrir un tourisme durable et à taille humaine. Bun Tschlin (En français « Bon Tschlin ») axe ses activités sur des produits biologiques locaux ou de haut de gamme, sur une approche de la nature et de l'environnement engadinois qui permet de découvrir la région de manière moins stéréotypée. Le regroupement recherche un label ou un cachet local spécifique qui renvoie une image fidèle de la structure villageoise. Les objectifs semblent clairs et les moyens mis en œuvre paraissent modestes, mais suffisants pour conserver une dimension hors tourisme de masse. La prise de risque est flagrante sur le terrain quand le visiteur traverse un village calme, voire désert pour des touristes qui seraient plus habitués au déploiement de grandes infrastructures pour le seul confort des touristes. Le village reste en quelque sorte un village. Les acteurs économiques locaux peuvent à l'évidence déjà se réjouir s'ils reçoivent la visite d'une cinquantaine de visiteurs par jour.
Le concept semble fonctionner car d'autres artisans des communes et annexes des alentours rejoignent le regroupement Bun Tschlin. Les litiges territoriaux du passé deviennent ici un atout incontestable. Situé dans un « Dreiländereck » ou tripoint entre l'Autriche, l'Italie et la Suisse, le projet basé sur la présentation d'une région authentique, certes humble, mais compétente et convaincue, attire les visiteurs des pays voisins susceptibles de vouloir en savoir plus sur une viande particulière ou des fromages innovants à base de lait de chèvre ou de brebis.
Chaque membre du regroupement est identifiable dans la presse, les sites internet et sur leur vitrine ou leur mur d'entrée par un logo de Bun Tschlin composé de deux lettres majuscules. Le procédé est pratique et judicieux car le promeneur étranger ne trouve pas si facilement les sites affiliés dans un village qui ne concentre pas tout sur une seule rue principale. Il faut effectivement emprunter les ruelles adjacentes pour découvrir le panonceau et son logo.
Bun Tschlin regroupe de manière assez bigarrée des prestataires de service qui tentent néanmoins de centrer leur activité respective dans la même direction : le développement durable, le respect des valeurs locales et de la nature. Les secteurs d'activité les plus représentés sont axés sur les produits matériels en tête desquels l'agroalimentaire et l'hôtellerie-restauration. Les plus minoritaires proposent des services immatériels comme le conseil, le financement ou le divertissement.
- Dans l'agroalimentaire[43], essentiellement positionné sur le bio, on trouve pêle-mêle des agriculteurs exploitants, éleveurs mixtes, des producteurs de bière[44], de fromages, de vinaigre, de miel, de lait de chèvre, d'œufs, des herbes ou de la viande. Tous les membres du regroupement ne sont pas implantés à Tschlin même. Ils ne vendent pas forcément aux particuliers qui visiteraient les villages. Les artisans proposent certes des visites de leur lieu de production par une centrale de réservation à Scuol au syndicat d'initiative, mais leur chiffre d'affaires se fait plus par la vente par l'intermédiaire de revendeurs sur le territoire national. Leurs produits ne dépassent pas la Suisse pour l'essentiel, ils ne sont donc pas contraints de se soumettre aux normes de l'Union européenne.
- Les artisans et commerçants rassemblent des artisans de l'habitat, du textile et du cuir, des artisans d'art, des artisans coiffeurs et autres artisans de l'alimentation qui sont en même temps producteurs. Deux petits détaillants en alimentation générale, l'un à Tschlin, l'autre à Strada dans la vallée, vendent certains produits du regroupement professionnel, mais dans des proportions assez réduites. D'autres commerçants misent sur un environnement de vente insolite comme un fenil où l'on vend un peu de tout.
- Les exploitants de cafés, restaurants et hôtels forment une grand groupe au sein du regroupement. Cela va de l'hôtel-restaurant déjà bien établi avant le Bun Tschlin, mais impliqué tout de même dans la démarche de découverte de la culture culinaire engadinoise, aux cafés-bars de profil alternatif. Les intermédiaires indépendants du commerce gèrent des gîtes et des appartements de location (Abitaziun da vacanzas) qui misent également sur certains créneaux particuliers.
- Le secteur du divertissement est peu représenté ; dans ce cas aussi, il propose de la culture par un musée consacré à l'imprimerie bien implantée en Engadine, un centre culturel qui organise des expositions.

Le regroupement professionnel Bun Tschlin est membre du réseau de communes « Alliance dans les Alpes » qui vise à protéger et promouvoir toute la zone alpine des Alpes maritimes à la Slovénie. L'Alliance respecte la Convention alpine qui est un traité international pour le développement durable et la protection des Alpes ratifié par les pays alpins (Allemagne, Autriche, France, Italie, Liechtenstein, Monaco, Slovénie et Suisse) ainsi que l'Union européenne. Cette affiliation de Bun Tschlin corrobore la cohérence de la démarche puisqu'il réalise à l'échelle très local ce que la Convention entend sauvegarder : le capital biodiversité unique, les réserves en eau et en bois, un environnement naturel, culturel, environnemental et de vie qui devient accessoirement une destination touristique attractive pour de nombreux touristes chaque année.

## Église Saint-Blaise

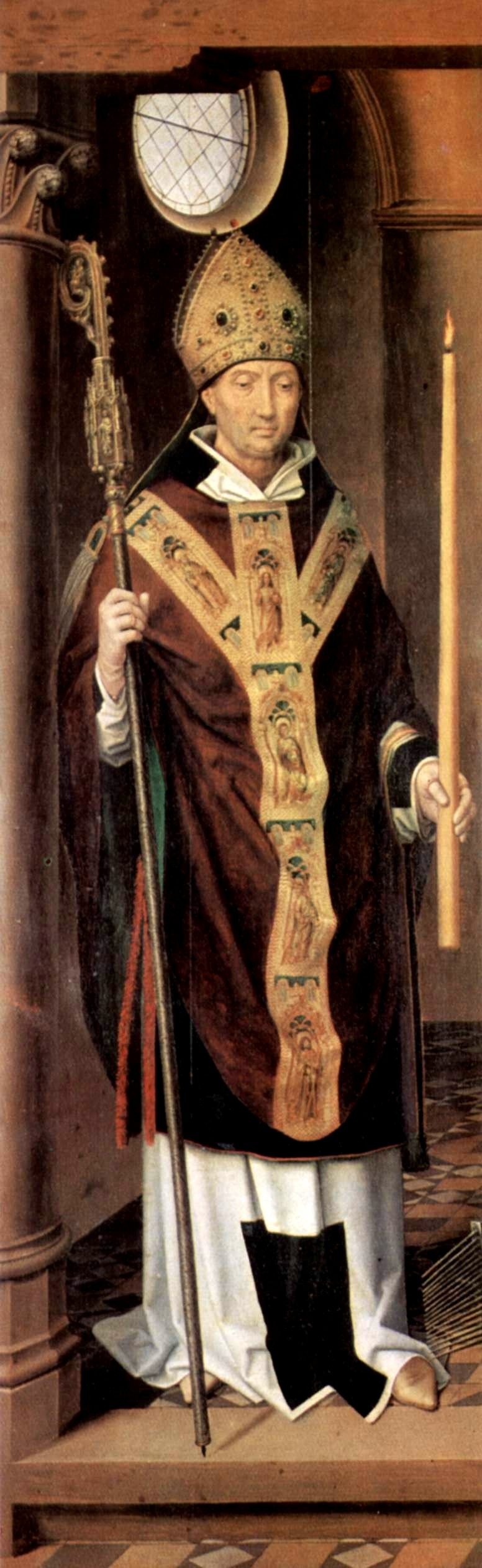
Saint Blaise par Hans Memling.

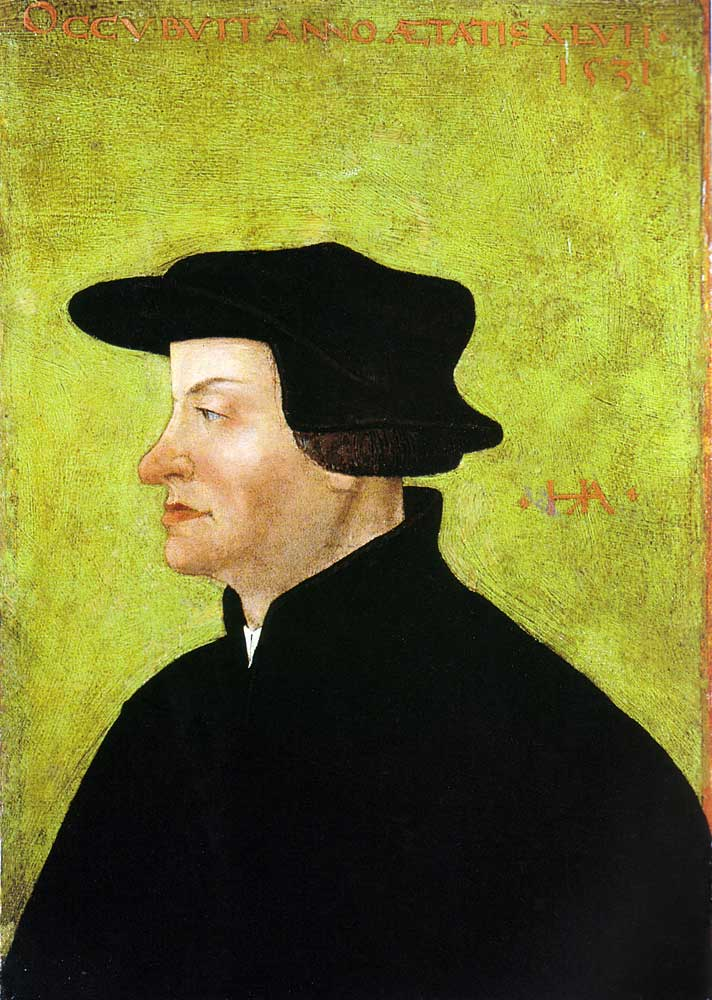
Réformateur Zwingli.

Dans le quartier de Somvi, qui surplombe le village de Tschlin, il y a quelques maisons anciennes et deux très modernes, une fontaine où l’on peut aujourd’hui encore trouver des bidons de lait fraîchement trait qui sont mis dans l’eau du bassin pour rester au frais en attendant d’être emportés vers la laiterie, et une petite église qui porte le nom romanche de San Plasch.
Comme il ne reste plus que le clocher de l’église paroissiale en contrebas du centre-village, les fidèles qui souhaitent assister au culte ou à l’office dominical doivent se rendre à la l’église Saint-Blaise. La religion dominante de la Basse-Engadine est celle de l’Église réformée d’obédience zwinglienne. C’est le cas de la paroisse San Plasch. L’église Saint-Blaise comporte une seule nef dont les fondations et la structure principale remontent au Moyen Âge. En 1515, juste avant l’introduction de la Réforme, le bâti roman a été remanié en style gothique tardif, mais on reconnaît encore certains éléments romans dans le clocher qui dispose de trois chambres de cloches sur trois étages. Le toit en pavillon ne présente aucune particularité, il a peut-être été recouvert de bardeaux autrefois.
La nef et le chœur, tous les deux de petite taille, sont surmontés de voûtes d’ogive quadripartites et étoilées. Elles sont décorées d’ornements floraux et foliaires.
Les fresques murales d’origine, pour certaines encore bien conservées, représentent la persécution et l’arrestation de saint Blaise (san Plasch), saint patron de l’église lors de sa consécration.
La décoration intérieure est très limitée et conforme au culte réformé. Une table simple avec un pot de fleur et un lutrin sans Bible se trouvent au centre du chœur légèrement surélevés par le prêche. La chaire a été sculptée dans le bois en 1709. Elle est la seule pièce décorative de qualité dans l’édifice, en accord avec la place centrale qu’occupent la prédication et l’étude du texte biblique dans l’Église réformée. À cet effet, elle dispose d’un plateau pupitre fixé sur le rebord de la chaire.
Le mobilier liturgique est inexistant à l’exception de ce que l’on pourrait appeler un armarium ou une armoire biblique au fond du chœur qui rappelle l’arche sainte des synagogues. Construite vers 1760, elle contient la Bible et peut-être d’autres livres. Les livres de chant en langue romanche sont au fond de l’église à l’entrée.
L’église Saint-Blaise a été rénovée en 1959-60 et en 2008-2011.

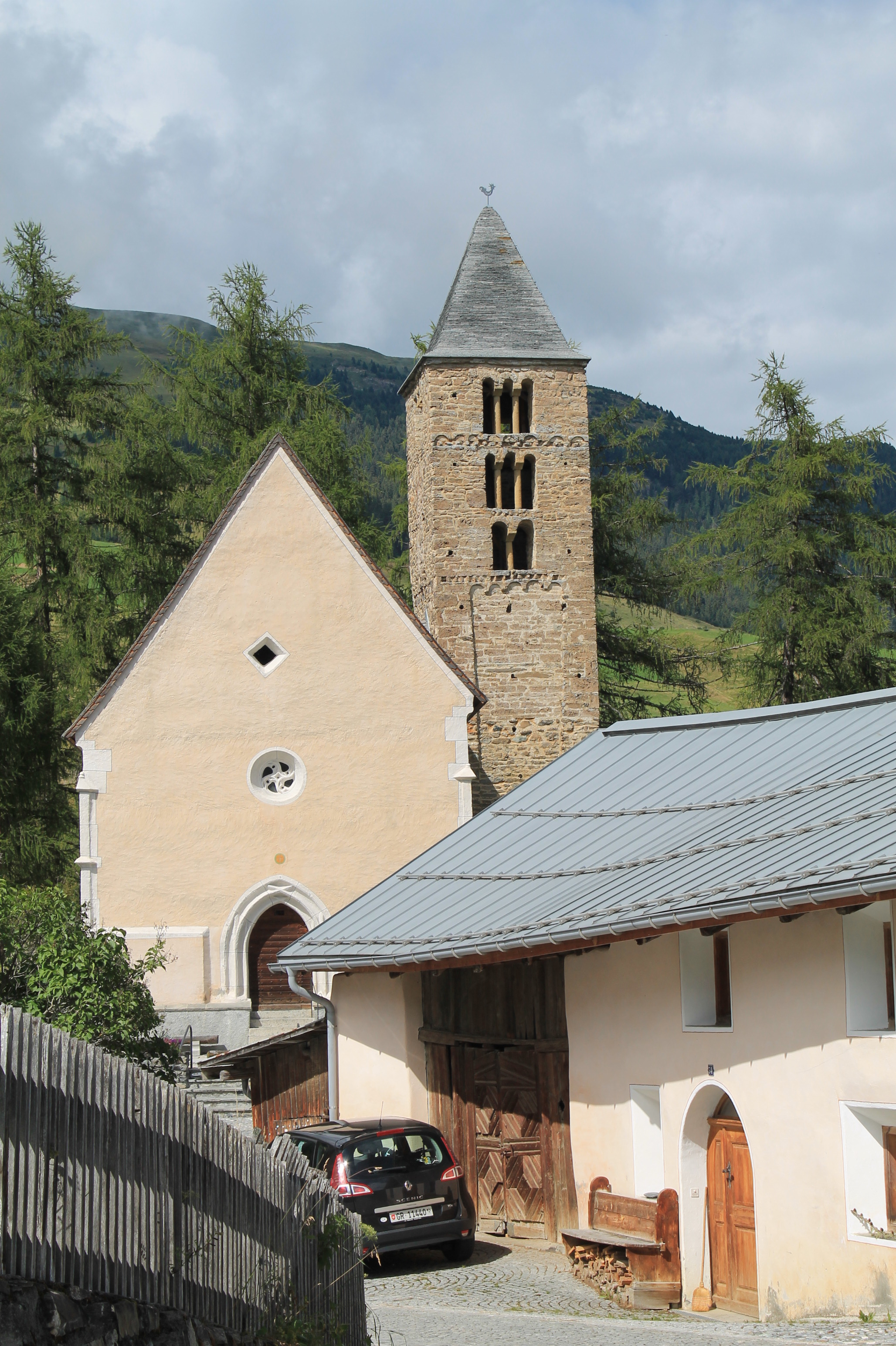
Église San Plasch.
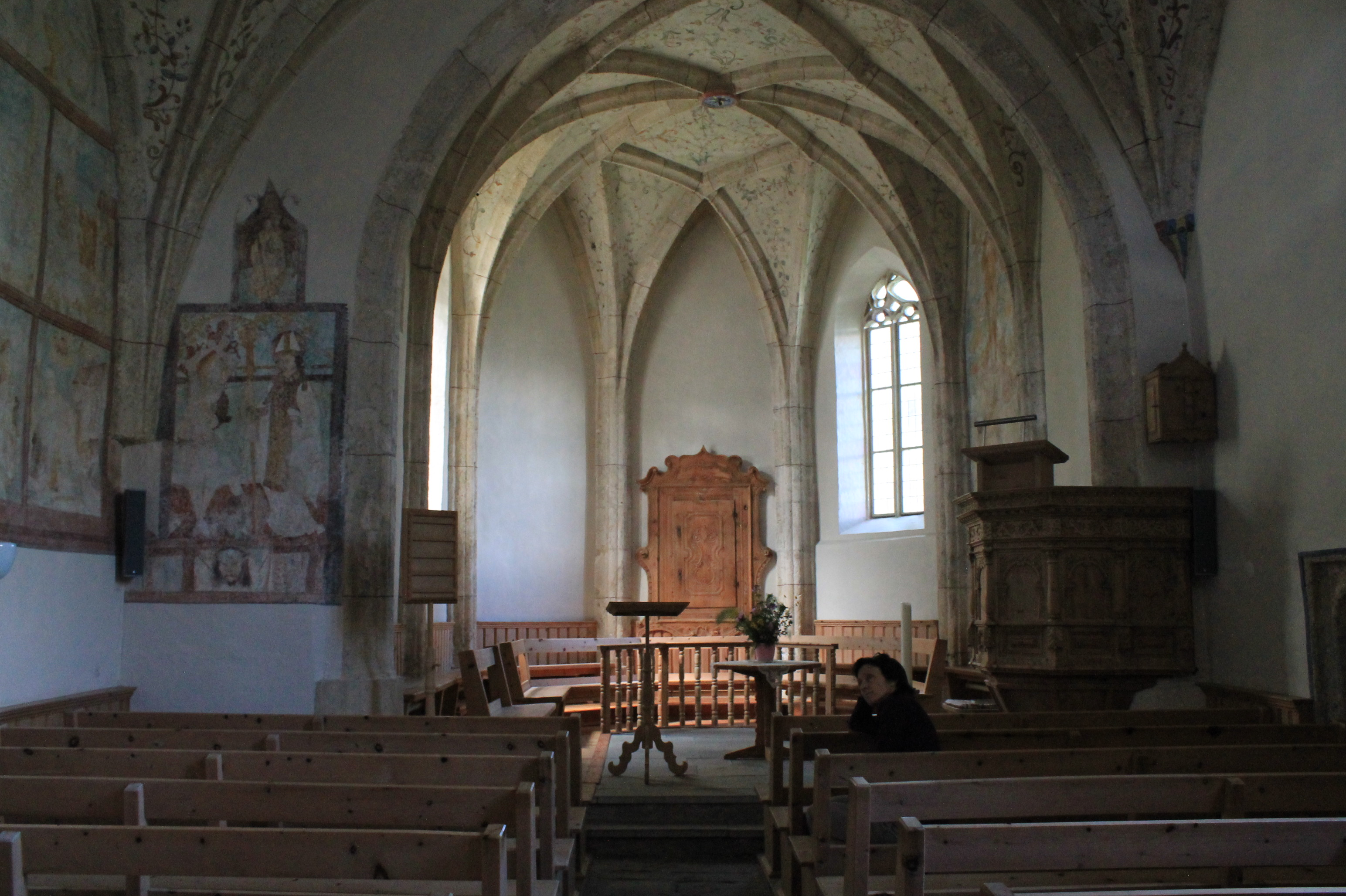
Vue de la nef vers le chœur.
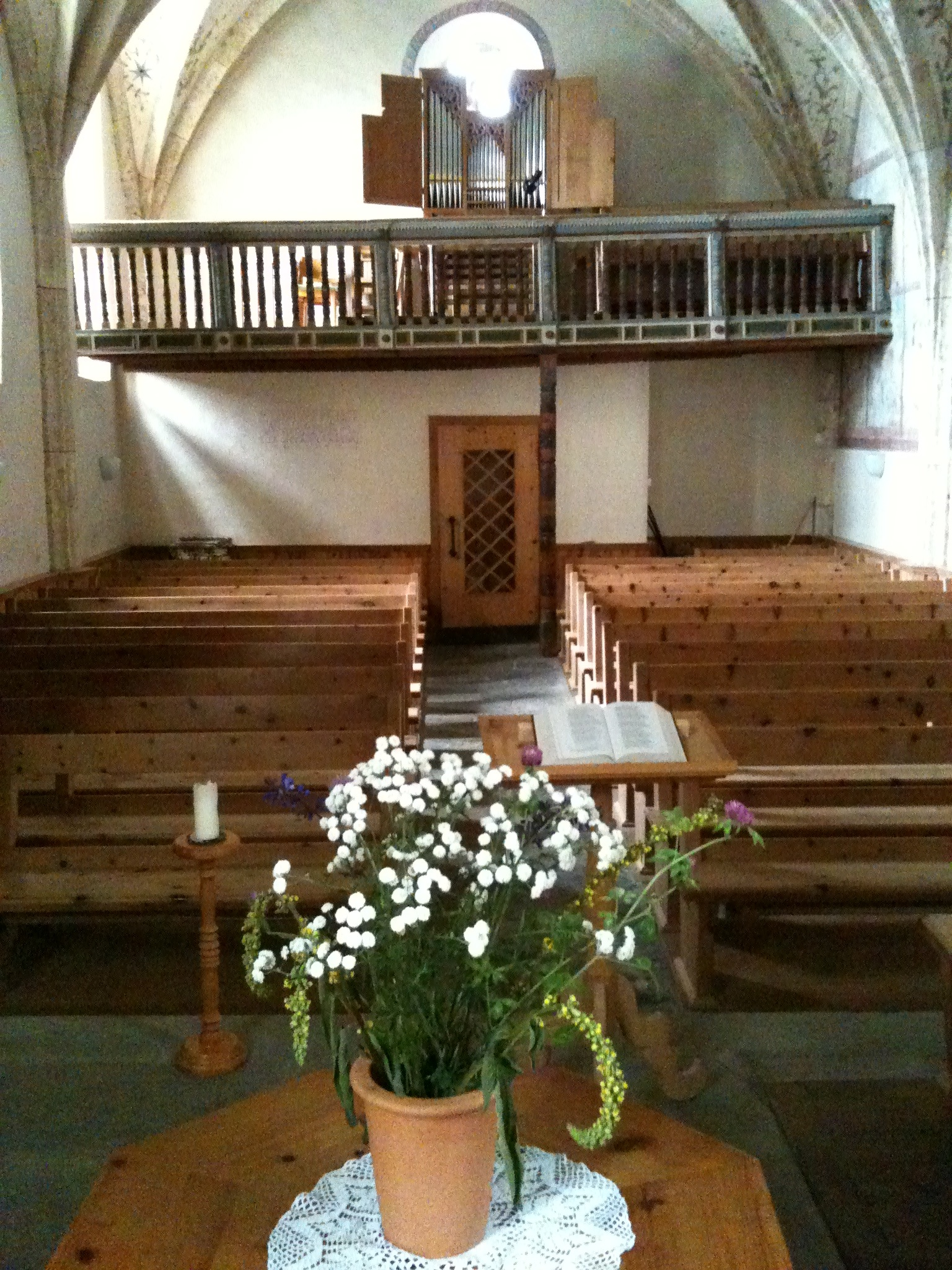
Vue de la nef depuis le chœur.
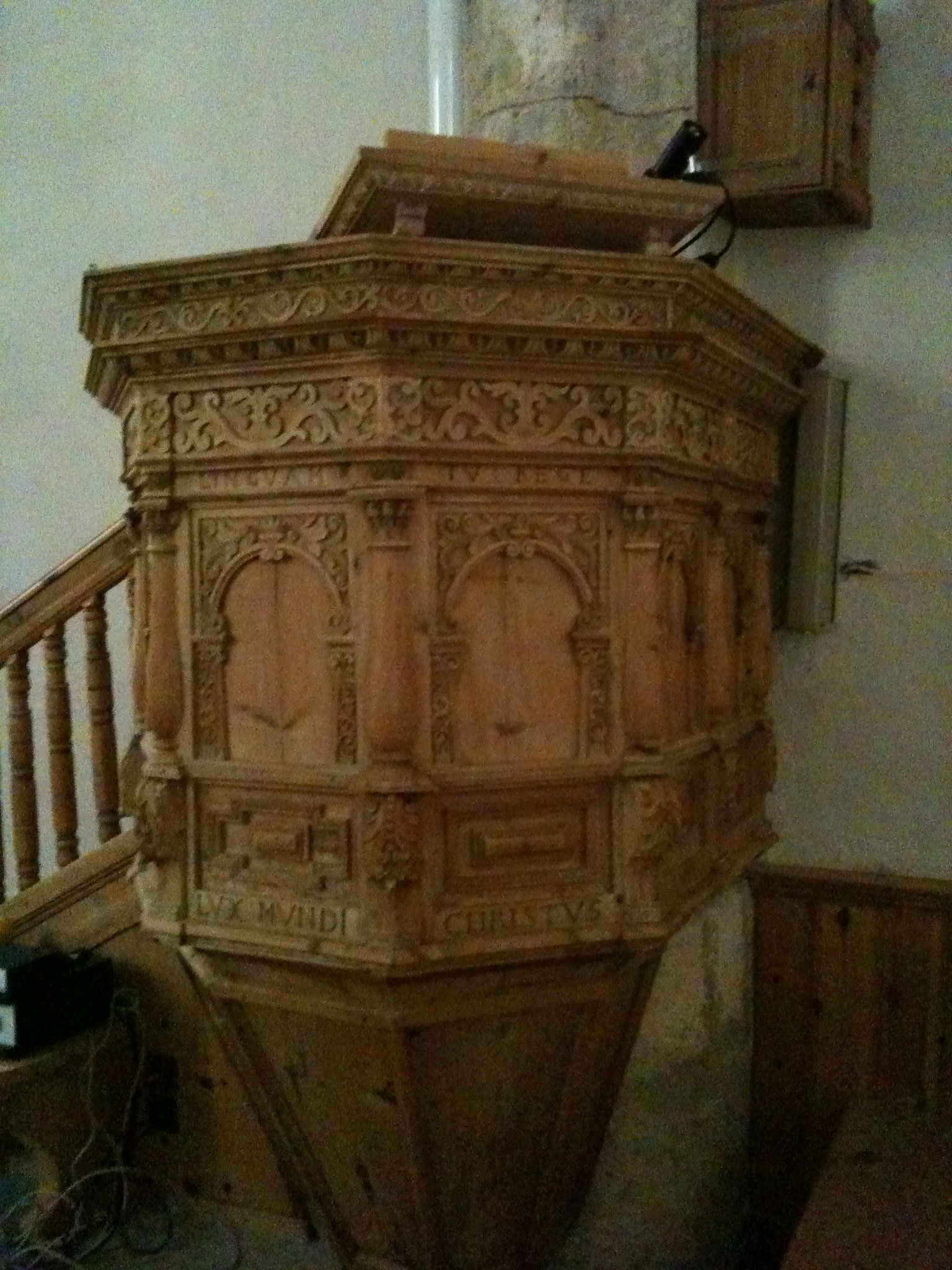
Chaire.
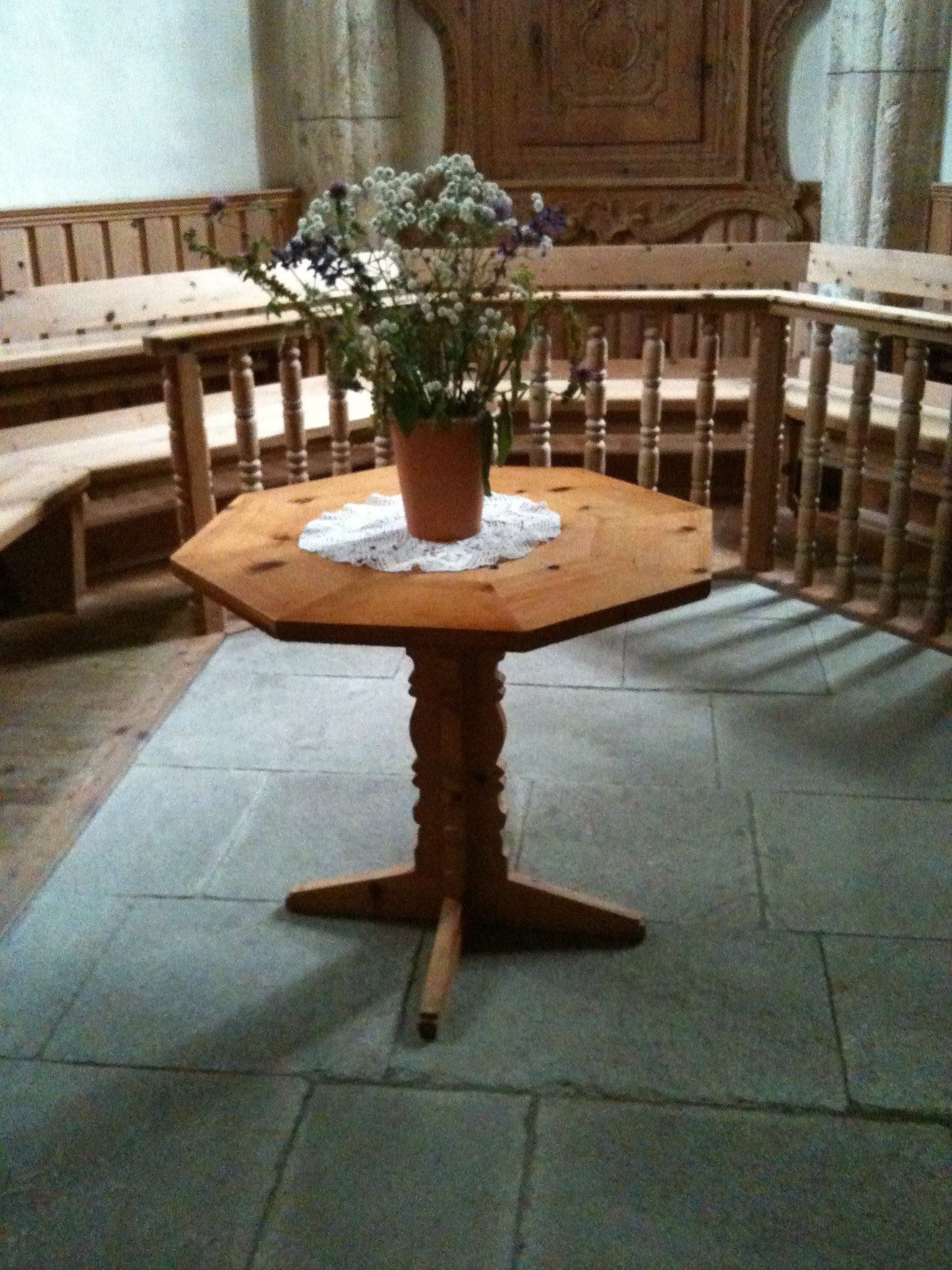
Table de célébration de la Cène.
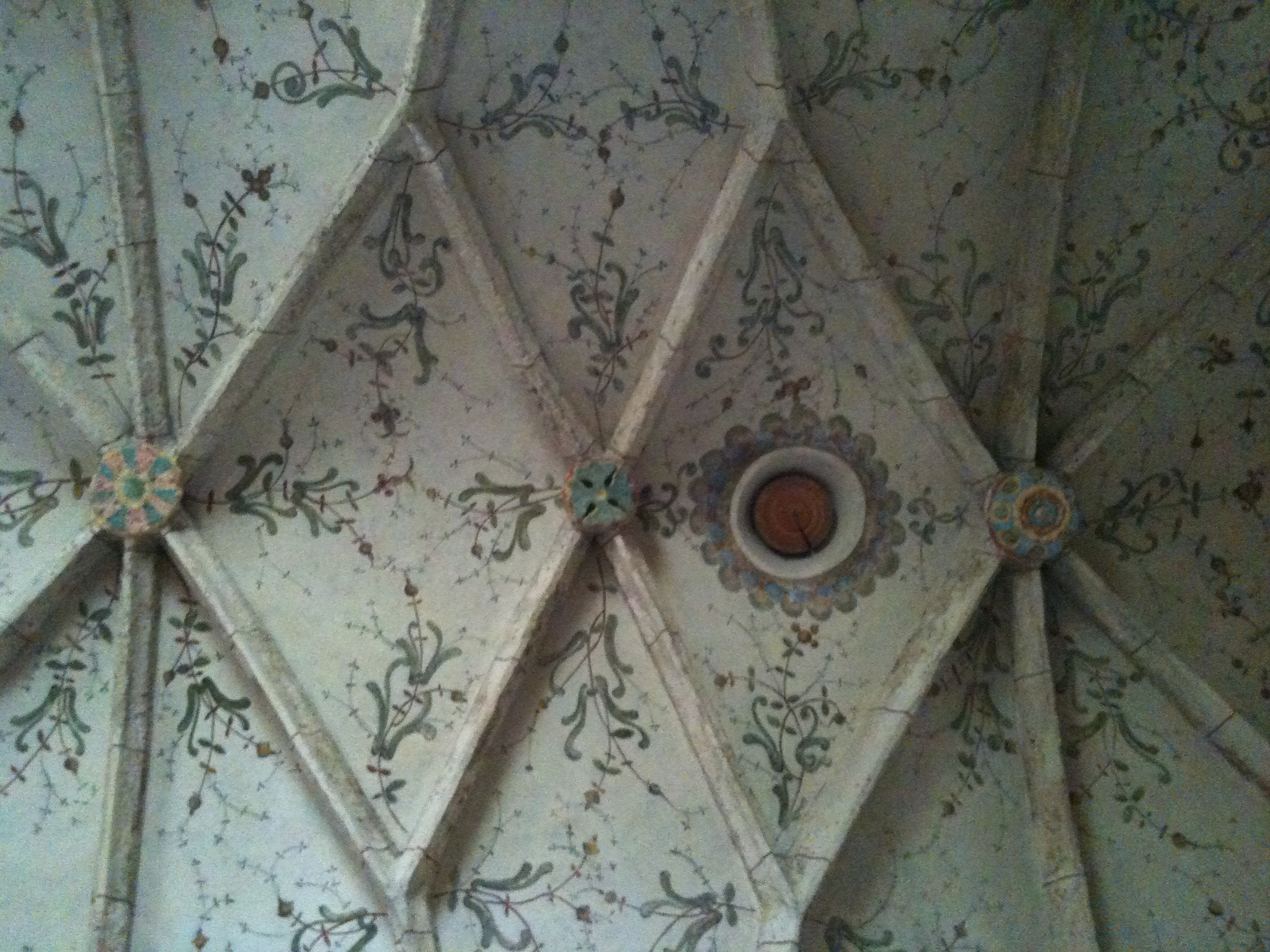
Voûte d'ogive.
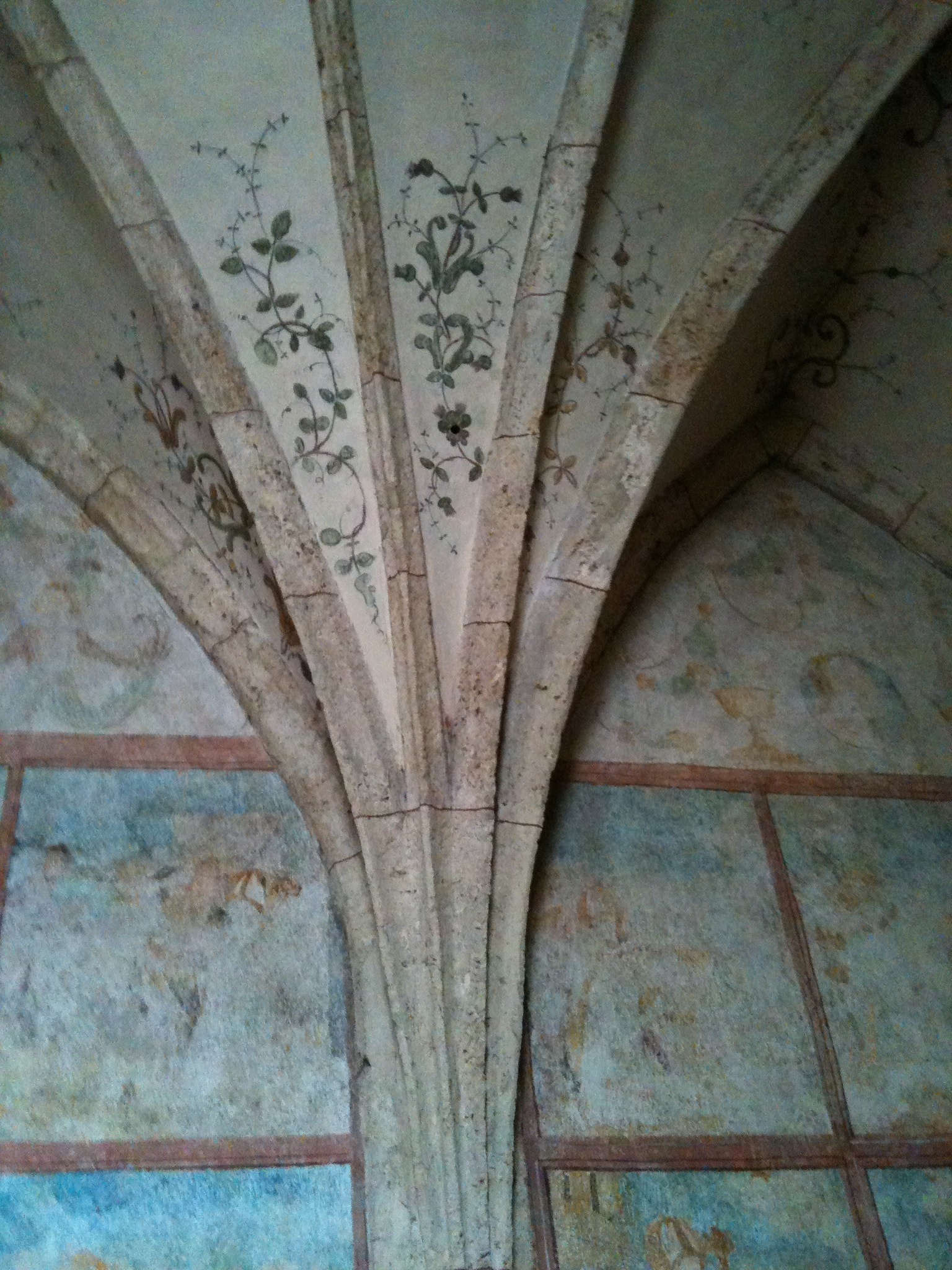
Ornements sur pilastre.
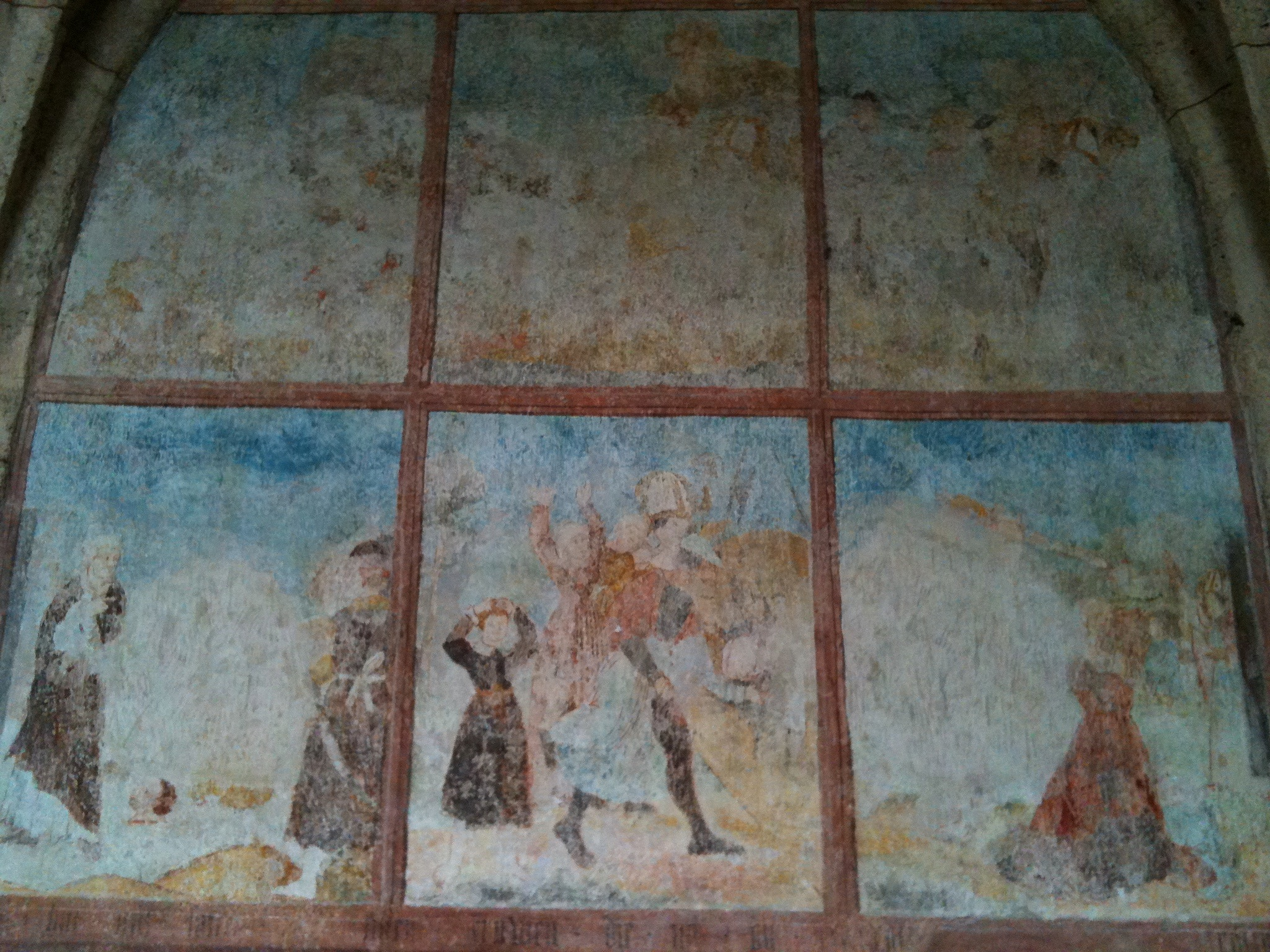
Fresques.